# Santo-Pietro-di-Tenda
Santo-Pietro-di-Tenda est une commune française située dans la circonscription départementale de la Haute-Corse et le territoire de la collectivité de Corse.

## Géographie

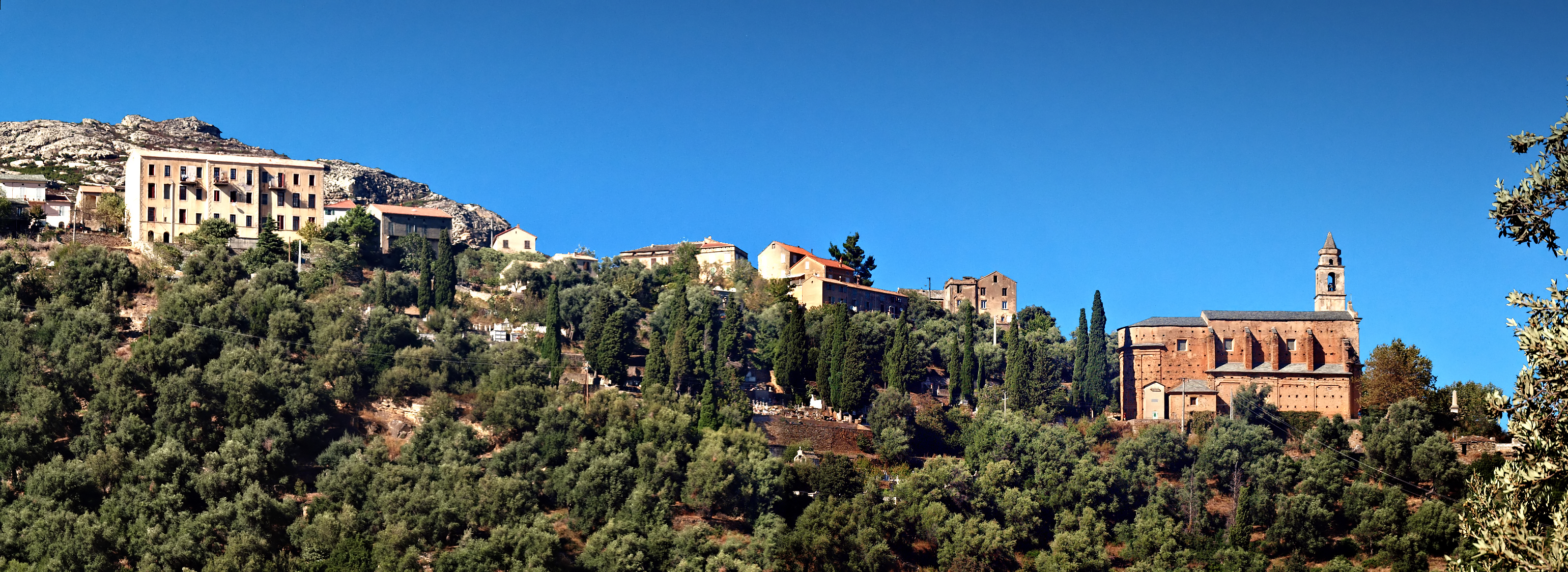
Vue du village.

### Situation
Santo-Pietro-di-Tenda est une commune du Nebbio (Nebbiu en langue corse), une microrégion située au nord de la Corse, entre la Balagne et la plaine de la Marana.
Communes limitrophes

### Géologie et relief
Santo-Pietro-di-Tenda occupe l'extrême nord de la Corse hercynienne ancienne (ou occidentale), formée essentiellement par un vaste batholite de roches magmatiques, dans la « Corse cristalline » qui, géologiquement, est constituée en grande partie par des roches d'origine volcanique (granites, rhyolites et gneiss). Toutefois, la partie occidentale de son territoire est fait de schistes métamorphiques (ou schistes lustrés) d’âge Jurassique et Crétacé, une des composantes de la « Corse orientale Alpine » (ou orientale).
Santo-Pietro-di-Tenda est l'une des plus vastes communes de Corse, s'étendant sur une très grande partie du désert des Agriates, possédant au nord un grand littoral sauvage compris entre la plage du Lotu à l'est et l'embouchure du ruisseau de Tellu (Marine d'Alga) à l'ouest.
Entre l'Agriate qui est compris entre mer et route D81, et le village, s'étend un relief identique, vallonné, avec de basses collines. Celui-ci est fait de rochers nus et maquis bas, occupé en grande partie par le champ de tir de Casta-Sud.
Le reste du territoire de la commune présente des paysages plus contrastés, avec autour du village, une végétation arborescente faite d'oliviers séculaires, de chênes verts, et en plaine, des prés et champs de vigne.

#### Les Agriates

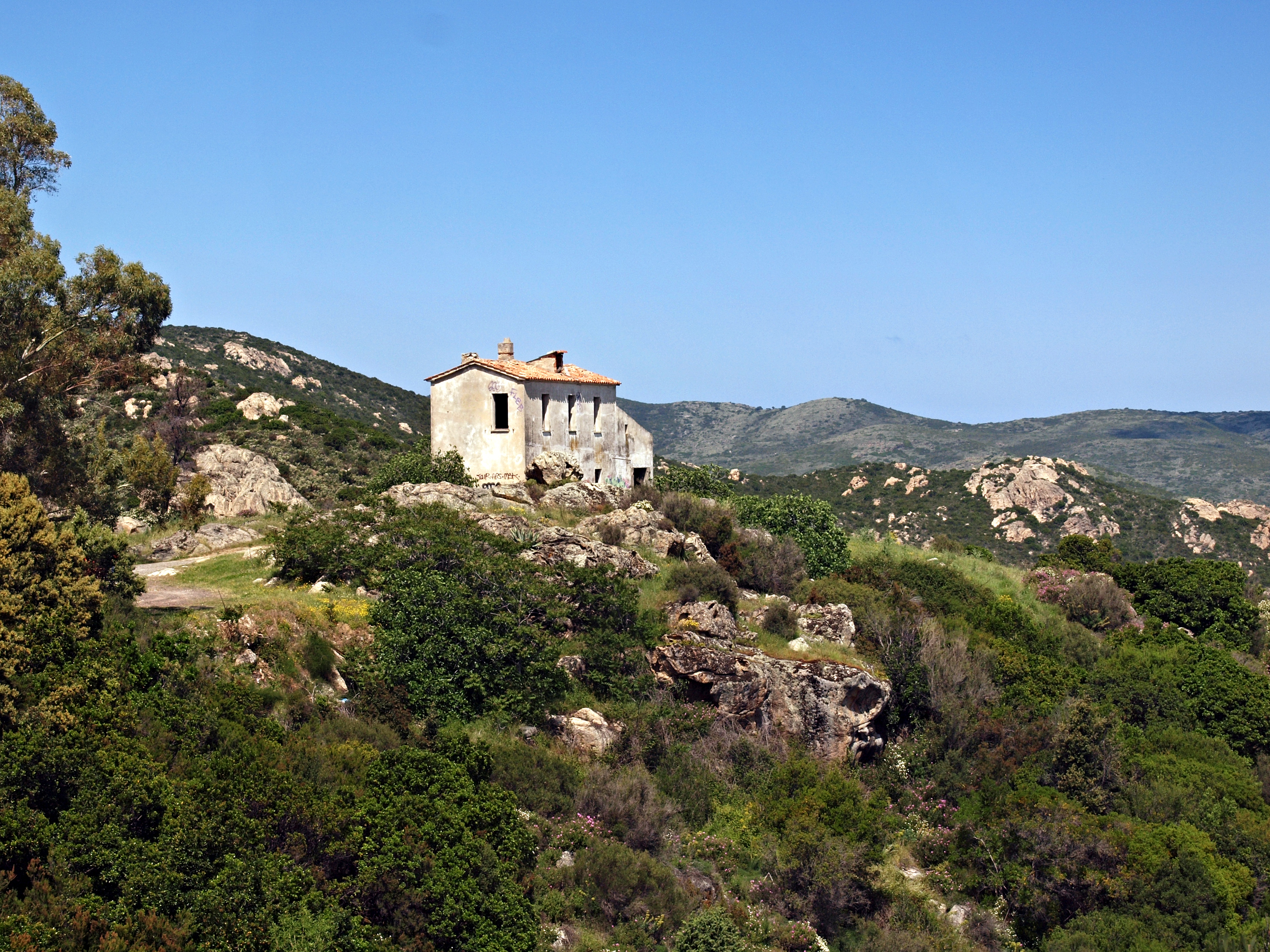
Ancienne maison cantonnière de Baccialu dans les Agriates.

Cette partie des Agriates n'est pas si déserte comme son nom l'indique puisqu'il y a plusieurs petits cours d'eau, -le plus important étant la rivière l’iscu , des marais (marais de Padullella, marais de Pardinella et marais de Cannuta) ainsi qu'un étang, l'étang de Loto partagé avec Saint-Florent.
À l'est de la commune, à l'ouest du monte Revincu, se situe le terrain militaire de Casta-Nord au milieu duquel se trouve un dolmen.
Limites communales
- Au nord, la commune possède une façade maritime sauvage, n'offrant aucun abri pour la navigation mais comportant la remarquable plage de Saleccia. La côte est comprise entre l'embouchure du ruisseau de Tellu (Marine d'Alga) à l'ouest, et la plage du Lotu à l'est.
- À l'est, de la plage du Lotu, la démarcation passe par Cima di Rapalincu (161 m), Cima di Castincaccia (198 m), Punta di Padignuolu (322 m), Monte Revinco (356 m), Bocca di Spizicciu, Monte Guppio (323 m), le cours supérieur du ruisseau de Vaccario, Cima di A Paratella (92 m), puis gagne le cours de l'Aliso avant de prendre une direction SE jusqu'à proximité du moulin d'Isola (Piève) sur l'Aliso.
- Au sud les limites de la commune sont marquées par le ruisseau de Fiumicellu, affluent rive gauche de l'Aliso, qui la sépare de San-Gavino-di-Tenda.
- À l'ouest, la démarcation passe par le Monte Arazza (400 m) « à cheval » sur San-Gavino-di-Tenda et Santo-Pietro-di-Tenda, par la route D81 depuis Bocca di Vezzu col à 311 m sur la D 81 jusqu'au pont du Diavule (311 m), puis par une ligne quasiment droite orientée NO - SE jusqu'au sud du village.

#### Façade maritime
Au milieu de pointes rocheuses et d'une côte accidentée, Santo-Pietro-di-Tenda possède de remarquables plages, faites de sable blanc fin et d'eau limpide turquoise :

##### Saleccia

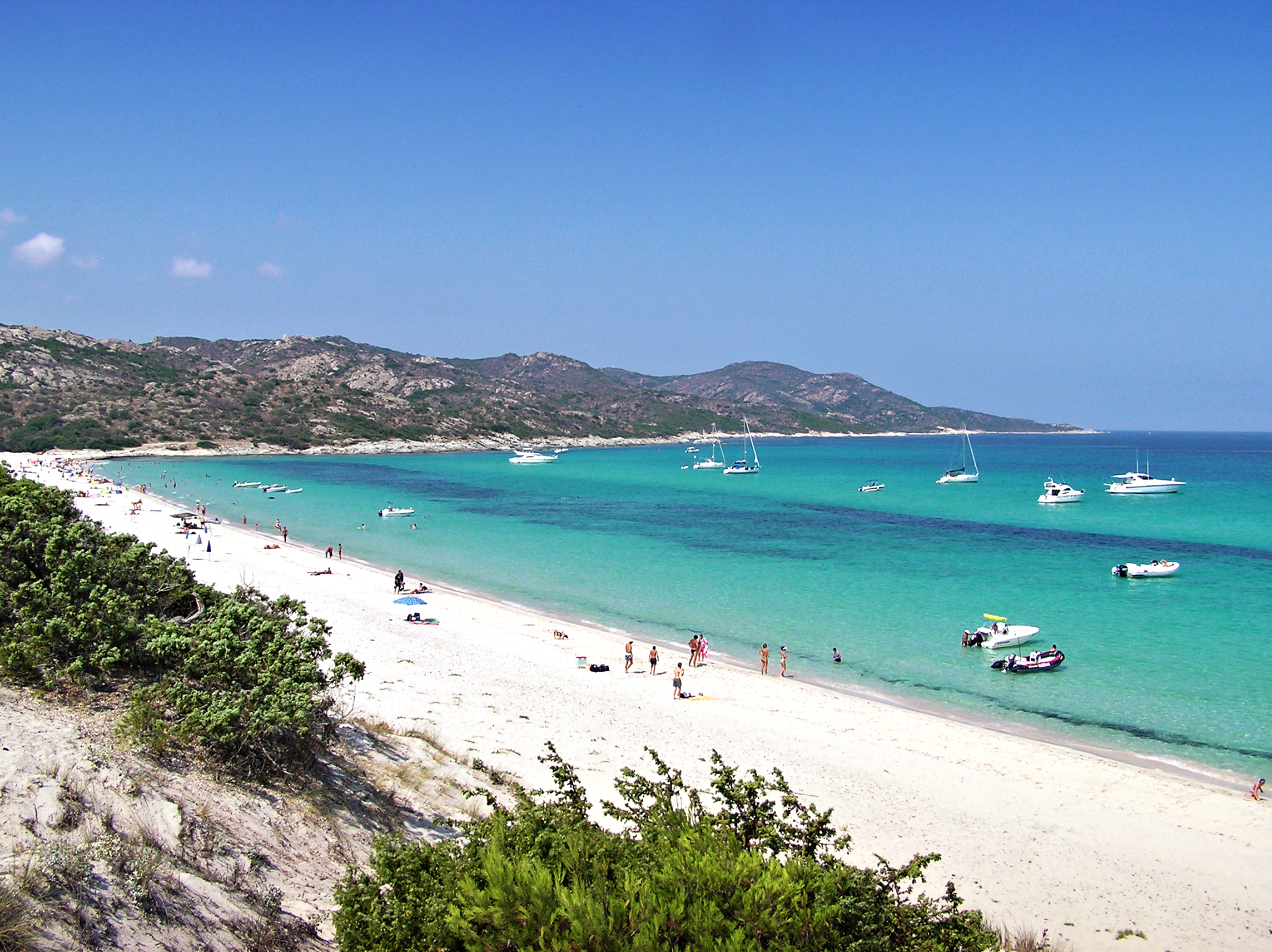
Plage de Saleccia.

La plage de Saleccia est l'une des plus belles de Corse. C'est cette plage qui a servi de décor au tournage de scènes du débarquement du Jour le plus long par Darryl Zannuck en 1962. Une piste de douze kilomètres permet également de s'y rendre (3 h 30 à pied comme affiché par un panneau au départ de la piste). Elle est empruntable à Casta, depuis la D 81, mais il est conseillé d'utiliser un 4×4. Une dune aujourd'hui bordée de ganivelles, sépare la plage d'une remarquable pinède. Elle est également accessible par le Sentier des Douaniers. Il faut compter plus de quatre heures de marche depuis la plage de la Roya à Saint-Florent.

##### Lotu

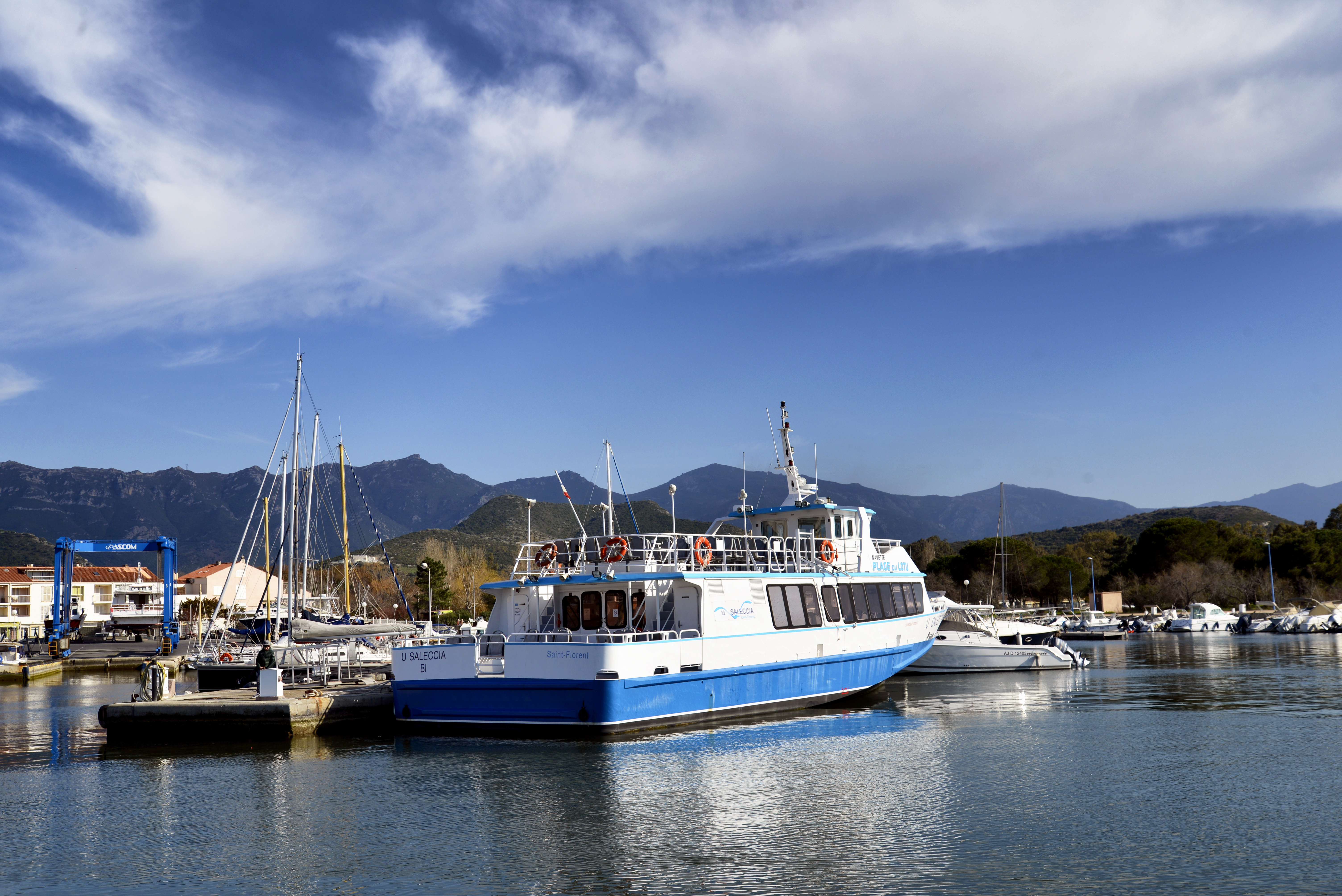
U Saleccia, navette Saint-Florent/Plage du Lotu.

La plage du Lotu, partagée avec Saint-Florent, est accessible par mer à bord des navires « Saleccia » et « Popeye » (embarquement/débarquement au port de plaisance de Saint-Florent), et à pied par le sentier des douaniers.

##### Malfalcu
La plage de Malfalcu, au fond de la marine du même nom, se situe au nord-ouest des Agriate. Le Conservatoire du littoral a acquis en 1979 ce territoire comprenant le vaste domaine de Cavallare, où un vaste projet hôtelier commençait à prendre forme (construction d'une maison de gardien et plantations d'eucalyptus). Elle est accessible par une piste d'une dizaine de kilomètres empruntable au col de Bocca di Vezzu. Il est également conseillé d'utiliser un 4WD pour s'y rendre tant la piste est ravinée par de violentes pluies.

### Hydrographie

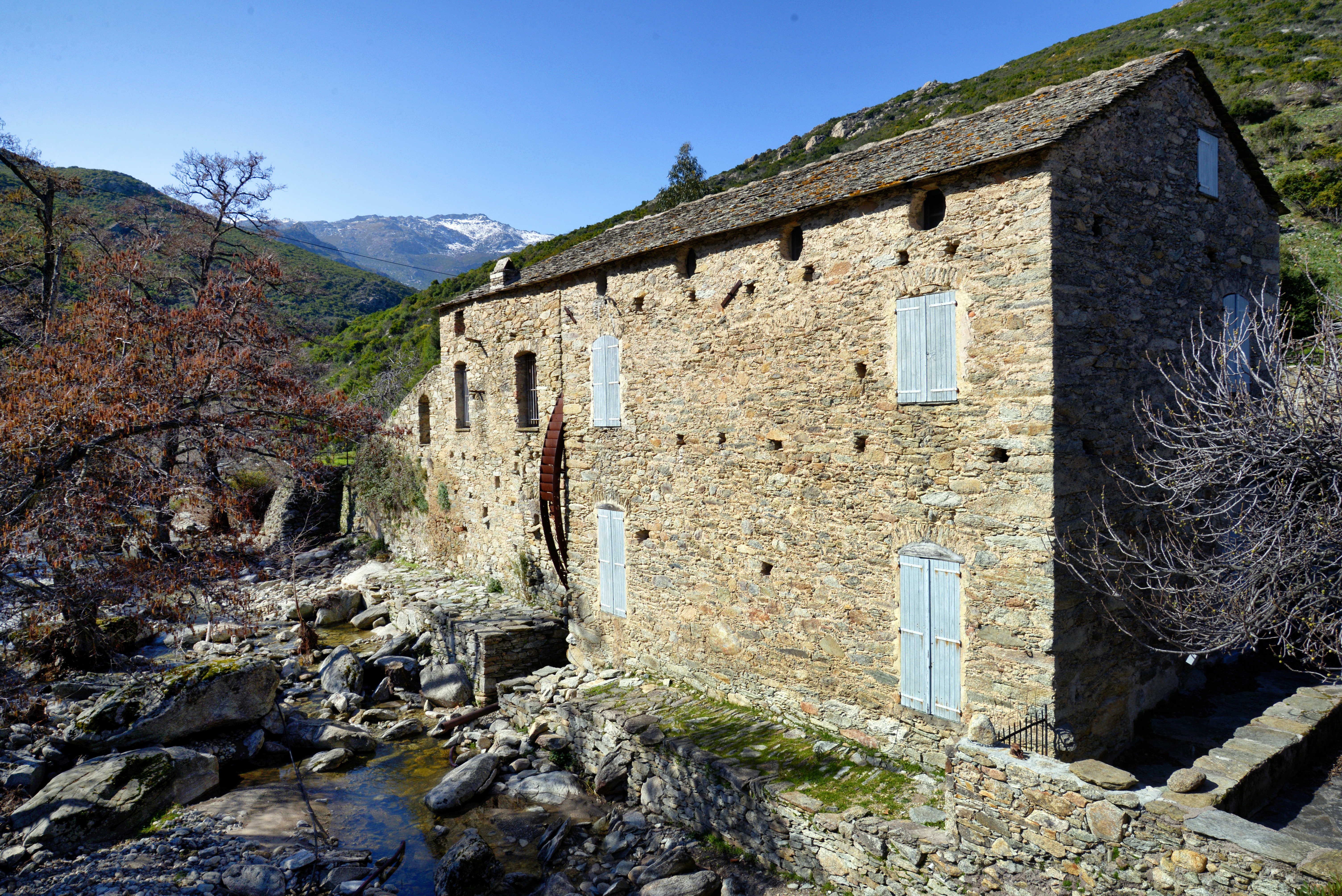
Le moulin de Salti sur le ruisseau du même nom.

Le fleuve Aliso qui est le principal cours d'eau du Nebbio, ne traverse pas la commune. Toutefois, il longe son territoire oriental en deux courts endroits de sa « plaine ». Santo-Pietro-di-Tenda ne possède qu'une infime partie de cette plaine alluviale jadis riche et prospère qui se trouve au centre du Nebbio et que l'on appelle aujourd'hui encore la Conca d'Oru.
Il reçoit les eaux du ruisseau de Lavandaio qui coule au nord du village, avant de se jeter dans le Fiumicellu affluent de l'Aliso.
Autre affluent de l'Aliso, le ruisseau de Salti qui prend sa source sur San-Gavino-di-Tenda, traverse la commune pour rejoindre le fleuve sur la commune de Piève. Un remarquable moulin (moulin de Salti) construit proche du pont de la route D 62, fonctionnait autrefois.
Plusieurs ruisseaux s'écoulent dans les Agriates. Dans la partie appartenant à la commune, à Casta, naît le ruisseau de Bartollacciu. Il prend successivement les noms de ruisseau de Piedi di Calvi, ruisseau de Monticellu, enfin de Fiume Santu. Avant son embouchure situé au sud de la tour de Mortella, il s'élargit, formant un étang long d'environ 500 mètres. Le grau permet le passage de petits bateaux à fond plat.
Plus à l'est, le Fiume Buggiu (ou ruisseau de Mucali en amont) prend sa source sur les flancs nord du Cima di Pedi Pilati (597 m), reçoit les eaux du ruisseau de Purette (rd) puis du ruisseau de Valdolese (rg) avant de se jeter dans le golfe de Saint-Florent, à environ 600 mètres au sud-est de l'embouchure du Fiume Santi.
Le principal cours d'eau est cependant la rivière Liscu, qui termine sa course sur la plage de Saleccia après avoir traversé les petits marais de Pardinella et de Padulella.

### Climat et végétation
L'olivier est prédominant sur la commune où le chêne vert lui partage le territoire.
L'Agriate est en grande partie couvert d'un maquis composé des essences traditionnelles (cistes, lentisques, arbousiers, bruyères, myrtes) d'où émergent de menus chênes verts et de bas oliviers qui repoussent après chaque incendie. Au printemps, le bord des routes se couvre de fleurs blanches, mauves, bleus et jaunes (asphodèles, lavandes des Îles d'Hyères, romarins et asteraceaes), les férules communes étalant leurs feuilles et leur longue tige garnie d'ombelles jaunes.

### Voies de communication et transports

#### Accès routiers
Le village de Santo-Pietro-di-Tenda est desservi par la seule route D 62 qui est la « route corniche » du Nebbio. Celle-ci traverse tous les villages perchés à flanc de montagne du sud de la microrégion.
Casta, son hameau, est traversé par la route D 81.

#### Transports
Santo-Pietro-di-Tenda se trouve à 36 km du port de commerce de Bastia. L'aéroport le plus proche est l'aéroport de Bastia Poretta, à 34 km. La gare de Biguglia, gare la plus proche, est distante de 26 km.

## Urbanisme

### Typologie
Au 1er janvier 2024, Santo-Pietro-di-Tenda est catégorisée commune rurale à habitat dispersé, selon la nouvelle grille communale de densité à sept niveaux définie par l'Insee en 2022.
Elle est située hors unité urbaine et hors attraction des villes,.
La commune, bordée par la mer Méditerranée, est également une commune littorale au sens de la loi du 3 janvier 1986, dite loi littoral. Des dispositions spécifiques d’urbanisme s’y appliquent dès lors afin de préserver les espaces naturels, les sites, les paysages et l’équilibre écologique du littoral, tel le principe d'inconstructibilité, en dehors des espaces urbanisés, sur la bande littorale des 100 mètres, ou plus si le plan local d’urbanisme le prévoit.

### Occupation des sols
L'occupation des sols de la commune, telle qu'elle ressort de la base de données européenne d’occupation biophysique des sols Corine Land Cover (CLC), est marquée par l'importance des forêts et milieux semi-naturels (94,9 % en 2018), une proportion identique à celle de 1990 (95,3 %). La répartition détaillée en 2018 est la suivante : 
milieux à végétation arbustive et/ou herbacée (73,7 %), espaces ouverts, sans ou avec peu de végétation (16,2 %), forêts (5 %), zones agricoles hétérogènes (1,9 %), cultures permanentes (1,4 %), prairies (1,2 %), eaux maritimes (0,5 %), zones urbanisées (0,2 %). L'évolution de l’occupation des sols de la commune et de ses infrastructures peut être observée sur les différentes représentations cartographiques du territoire : la carte de Cassini (XVIIIe siècle), la carte d'état-major (1820-1866) et les cartes ou photos aériennes de l'IGN pour la période actuelle (1950 à aujourd'hui).

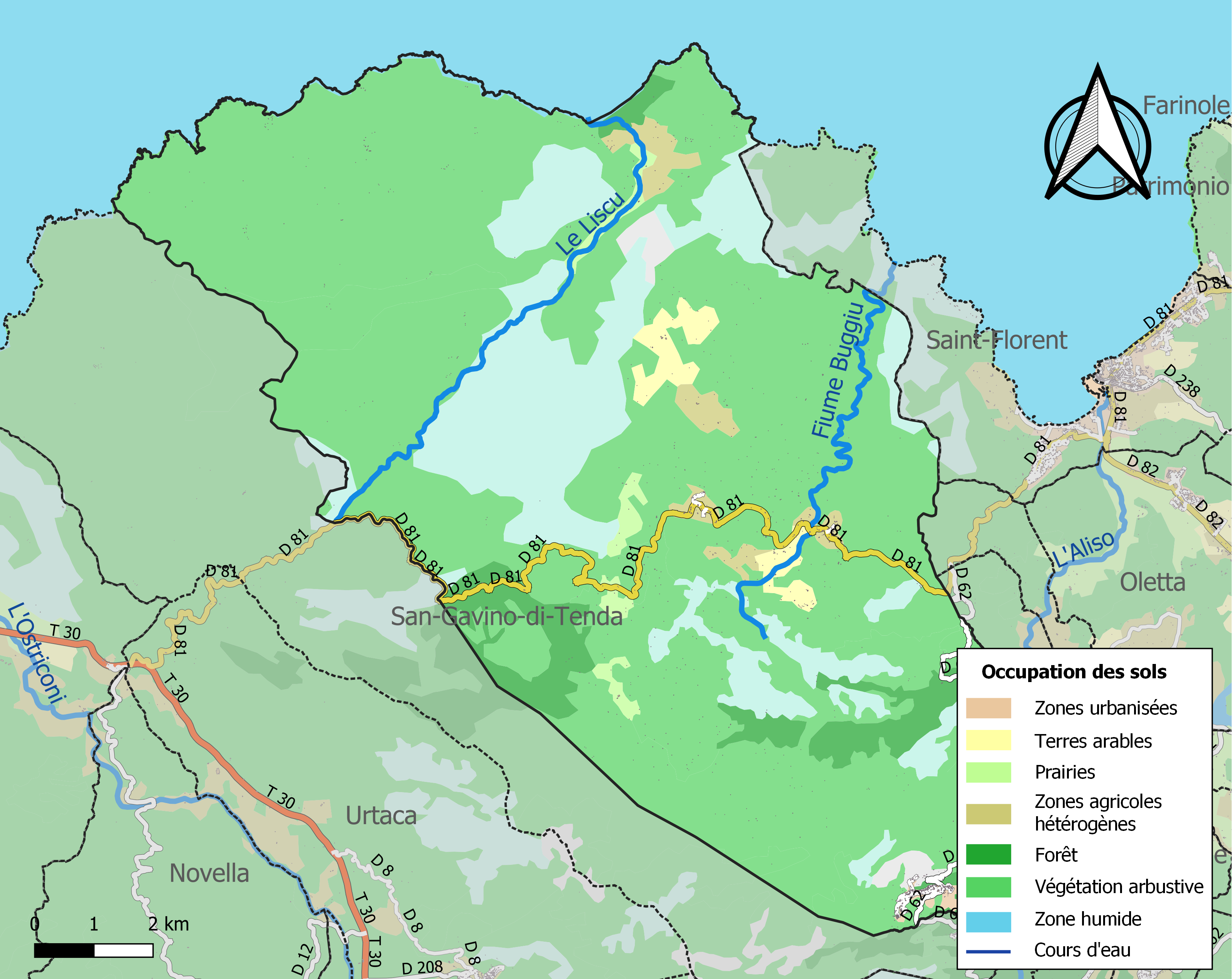
Carte des infrastructures et de l'occupation des sols de la commune en 2018 (CLC).

## Toponymie
Le nom en corse de la commune est Santu Petru di Nebbiu.

## Urbanisation
L'Agriate était habité depuis l'Antiquité, voire plus anciennement puisque des vestiges de son occupation au Néolithique y ont été découverts.

### Santo-Pietro-di-Tenda village

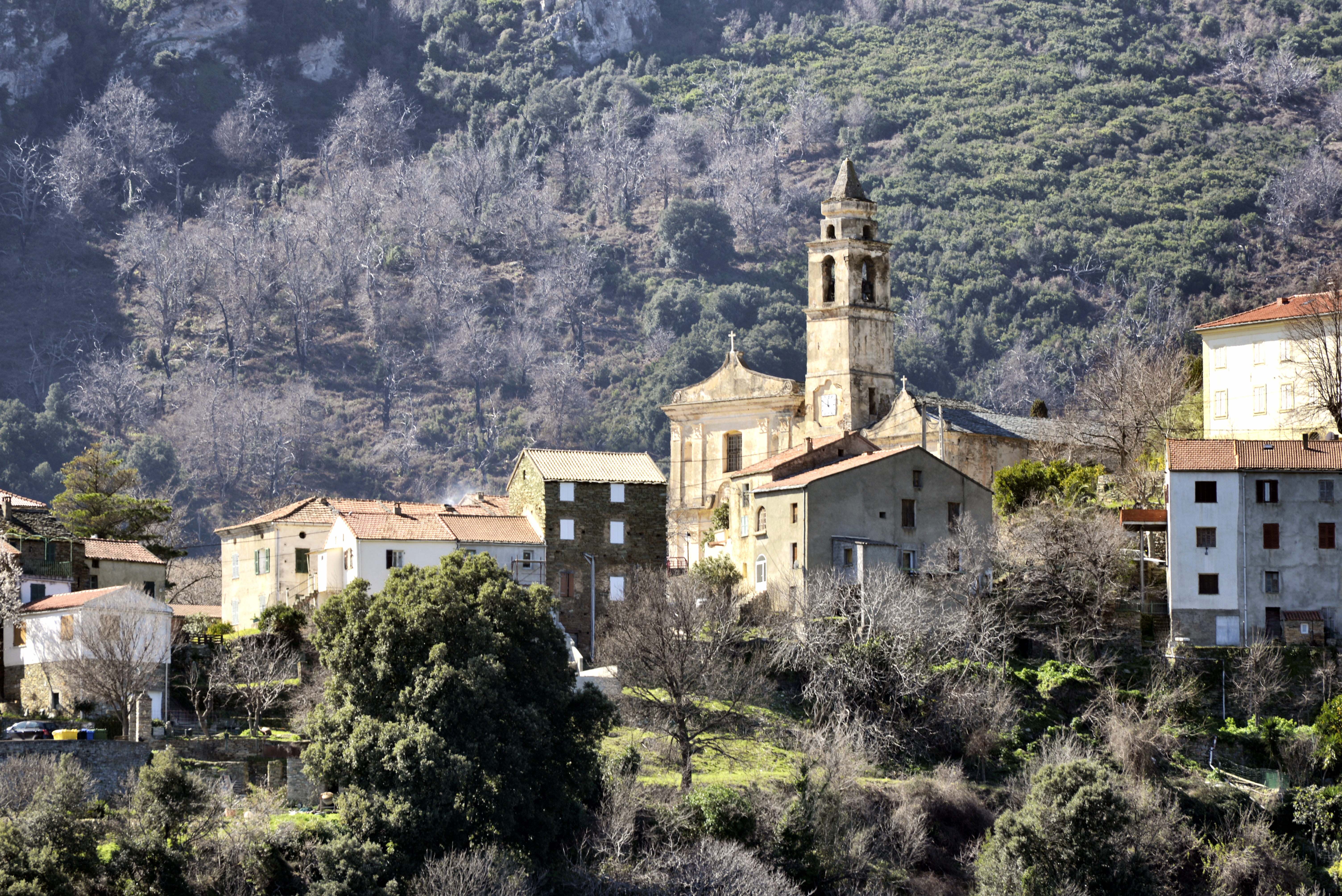
Le centre du village.

Le village de Santo-Pietro-di-Tenda a été construit au pied du Monte Brumica (648 m), un sommet du massif de Tenda. Il comprend neuf hameaux (dont celui de Casta situé à une quinzaine de kilomètres)qui ont pour noms Vezzi, Lavandaggio (Lavandaghju), Castagno, Pianello, Campiendi, Poggio, Corso. Le bâti est ancien avec de nombreuses constructions rénovées. On y voit encore de vieilles maisons en pierre locale et aux toits couverts de lauzes. Santo Pietro était le chef-lieu de la pieve de Santo Pietro au XVIe siècle. La piévanie, l'église conventuelle Saint-Joseph, aujourd'hui inscrite au titre des monuments historiques avec la chapelle de confrérie Santa Croce attenante, existait déjà au XIIe siècle. Elle est de construction pisane.

### Casta

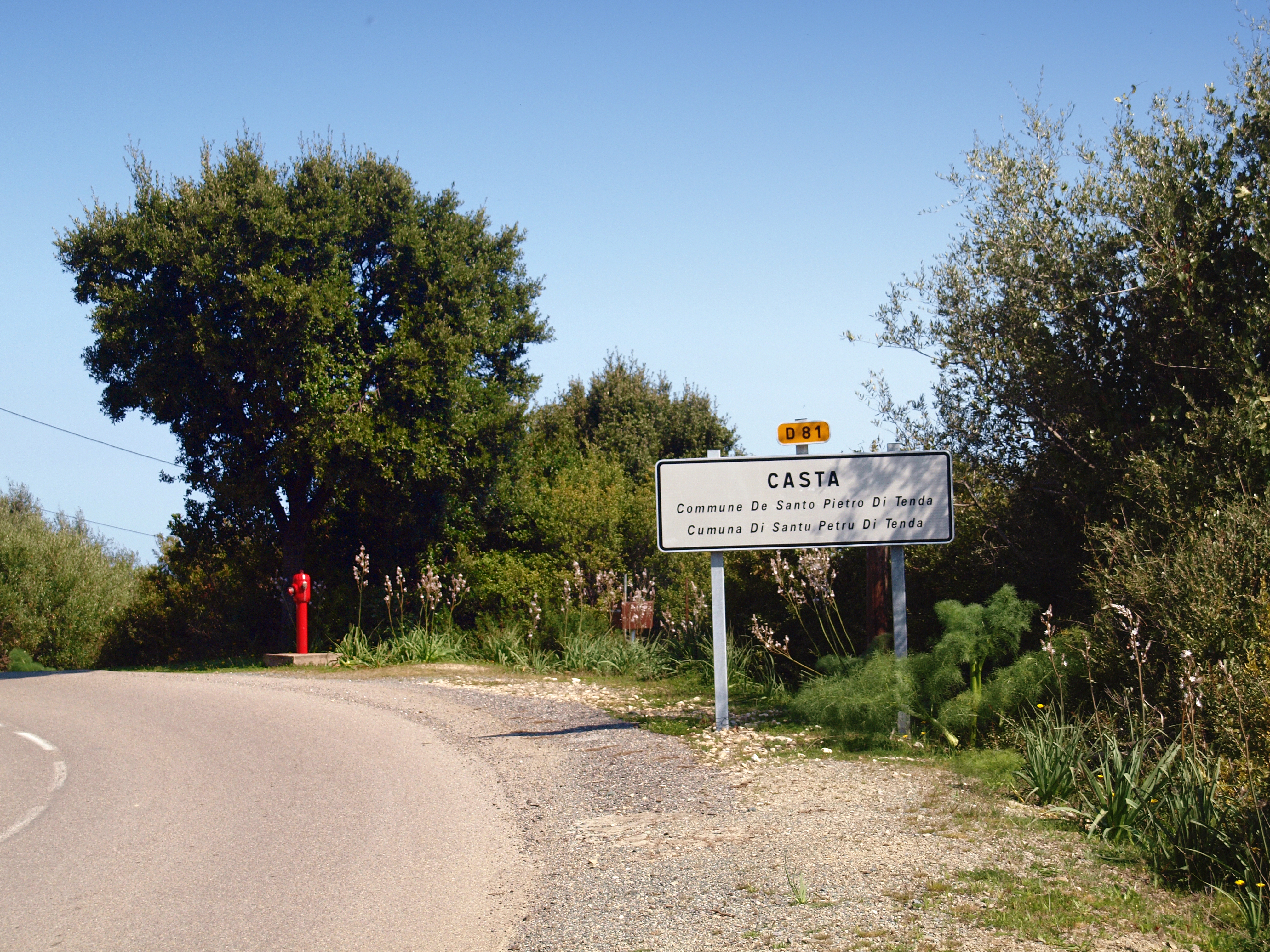
Panneau de Casta.

Le hameau de Casta, distant du village de Santo-Pietro-di-Tenda de 16 km par la route et près de 7,5 km « à vol d'oiseau », est situé au milieu des Agriates. Il est étiré sur quatre kilomètres ; les constructions sont disséminées de part et d'autre le long de la route D 81 reliant Saint-Florent à la Balagne via l'Agriate. La traversée de Casta est parsemée de nombreux ralentisseurs, du type coussin berlinois.
L'Agriate étant un territoire peu habité, une zone de tir y a été créée en 1963 et aménagée pour l'entraînement des militaires du 2e REP. Elle se présentait en deux parties, situées de part et d'autre de la route D 81, et proche de son intersection avec la D 62. Depuis 1999, la zone nord n'est plus louée ; la zone sud (156 km2) est occupée en son centre par un champ de tir de 1,7 km2.

## Histoire
Les Agriates ont été occupées avec des alternances d'occupations :

### Préhistoire
Les traces de la présence humaine au Néolithique abondent dans les Agriate. Habitats et vestiges de monuments mégalithiques mis au jour dans le secteur du monte Jenuva et au monte Revincu attestent de l'occupation du site dès le VIe siècle av. J.-C. Henri d'Arbois de Jubainville considère les noms de lieu formés au moyen de certains suffixes comme étant d'origine ligure. Dans son étude des noms de la Corse ayant le suffixe - inco, - inca, il cite dans sa liste Revincu comme étant d'origine ligure, prouvant ainsi par des noms de lieu la parenté des Corses et des Ligures.

### Antiquité
La présence humaine s'est poursuivie avec les Romains.

### Moyen Âge
Au Moyen Âge un statut de terres publiques a été mis en place sur une grande partie des Agriates. Les populations venaient de loin (Cap Corse, Giussani, Nebbio), cultiver les terres ou faire paître leurs troupeaux (Niolo).

### Renaissance
Au XVIe siècle, vers 1520, la pieve de Santo Pietro comptait environ 1 200 habitants. Les lieux habités étaient li Vezzi, le Vitalacie, Lumito, lo Panello, Cazabonna, San Gavino, lu Chatarelo, Cazenove, Fornaci, le Monte, le Petragie.
La pieve se trouvait dans la province du Nebbio, sous l'autorité civile du « lieutenant » qui habitait à Saint-Florent, et sous l'autorité religieuse du diocèse du Nebbio.

### Temps modernes
Lors de la grande révolte des Corses contre Gênes de 1729 à 1769, mouvement expliqué principalement par « l'augmentation constante des impositions au gré des officiers et fonctionnaires génois successifs et la confiscation des armes que l'on mettait aussitôt en circulation moyennant rétribution », Gênes décide d'utiliser la force pour rétablir l'autorité de la République et envoie des troupes en Corse.
- 1730 - En mars la population de Santu Petru qui a pris parti pour la République, est armée par le gouverneur génois. Mais en décembre, la révolte sera générale. À la suite d'une proclamation le 11 septembre des capi della Nazione Corsa qui appellent les insulaires à la révolte, suivie le 6 octobre d'une autre proclamation ayant pour but de stimuler le patriotisme de leurs compatriotes engagés dans la révolte et de freiner la trahison, des menaces sont proférées à l'encontre de ceux qui feraient confiance aux Génois.
- 1731 - Le 29 mars, les habitants avec ceux du Nebbio, sous les ordres de Poletti, d'Olmeta, mettent le siège devant San Fiurenzu place forte tenue par les Génois. Le 17 avril, Poletti accorde une suspension d'armes de 8 jours au commandant de San Fiurenzu, exige la remise du fort et de la ville aux Nationaux ; les assiégés pourront se retirer avec les honneurs de la guerre. Le 27 avril, San Fiurenzu se rend, permettant aux Corses de récupérer huit pièces de canon.
- 1737 - Après le pourrissement de la révolte en 1735 et le débarquement en Corse de Théodore, baron de Neuhoff nommé roi de Corse le 13 avril 1736, le roi de France intervient une première fois en prêtant des troupes à la République pour lui conserver la Corse. Un corps expéditionnaire est envoyé en Corse. Le 6 février 1738, le gros des troupes du comte de Boissieux, est débarqué à San Fiurenzu...
- 1755 - Le 4 décembre, Pascal Paoli qui venait installé son QG à Muratu, convoque une consulte à Santu Petru pour organiser le blocus de San Fiurenzu. Les Corses attaquent la ceinture défensive de San Fiurenzu mais sont repoussés...
- 1758 - Les 15 et 17 septembre se tient une consulte générale à Santu Petru. Des mesures sont prises pour compléter ou améliorer l'administration générale et la justice, pour le recrutement de six compagnies soldées...
- 1768 - Le 15 mai, par le Traité de Versailles signé par Choiseul et Sorba, la République cède provisoirement à la France, ses droits sur la Corse ; elle se réserve d'en réclamer la restitution le jour où elle sera en état de solder les dépenses occasionnées par l'expédition française. Après quatre interventions militaires françaises sur l'île, la Corse devient française. La pieve de Santo Pietro prend le nom de pieve de Tenda.
- 1769 - Le comte de Vaux est appelé au commandement de l'armée en Corse. Le 7 mai, ses troupes parties à la conquête de la Corse, occupent Lentu et d'autres points stratégiques. Sur les arrières, M. d'Ampus occupera Santu Petru, ... Paoli quitte Muratu et ordonne la retraite[17].
- 1789 - La Corse fait partie du royaume de France.
- 1790 - Avec la Révolution française est créé le département de Corse, puis en 1793, celui de El Golo (l'actuelle Haute-Corse).
- 1793 - La commune portait le nom de Santo Pietro. La pieve de Tenda devient le canton de San Gavino.
- 1801 - La commune porte toujours le nom de Santo Pietro. Le canton de San Gavino devient canton de Tenda.
- 1828 - La commune prend le nom de Santo-Pietro-di-Tenda. Le canton de Tenda prend le nom de canton de Santo-Pietro-di-Tenda[18].

### Époque contemporaine
Au XXe siècle l'activité agricole tendra vers l'élevage extensif, les cultures sont abandonnées. Mais l'élevage déclinera rapidement. En dehors de Casta, les Agriate ne sont plus guère habitées de nos jours.
- 1954 - Le canton de Santo-Pietro-di-Tenda comprenait les communes de San-Gavino-di-Tenda, Santo-Pietro-di-Tenda et Sorio. La commune de Santo-Pietro-di-Tenda comptait 829 habitants[16].
- 1973 - De nouveaux cantons sont créés dont le canton du Haut-Nebbio - chef-lieu Murato, créé avec la fusion imposée des anciens cantons de Lama, Murato et Santo-Pietro-di-Tenda.
- 1981 - Les terres des Agriates deviennent privées et communales comme Casta.

## Politique et administration

### Liste des maires
| Période                                  | Période    | Identité                   | Étiquette | Qualité                    |
| ---------------------------------------- | ---------- | -------------------------- | --------- | -------------------------- |
| 1849                                     | -          | Cesar Mathieu de Petriconi |           |                            |
| 1858                                     | -          | Guillaume Alessandri       |           |                            |
| 1874                                     | -          | François Antoine Grimaldi  |           |                            |
| 1880                                     | après 1895 | Pierre Ange Casta          |           |                            |
| 1906                                     | -          | Simon Pierre Bonelli       |           |                            |
| mars 1989                                | juin 1995  | Pierre Moracchini          |           |                            |
| juin 1995                                | mars 2008  | Marie Antoinette Clementi  |           |                            |
| mars 2008                                | En cours   | Marc Tomi                  | DVG       | Retraité de l'enseignement |
| Les données manquantes sont à compléter. |            |                            |           |                            |

## Économie

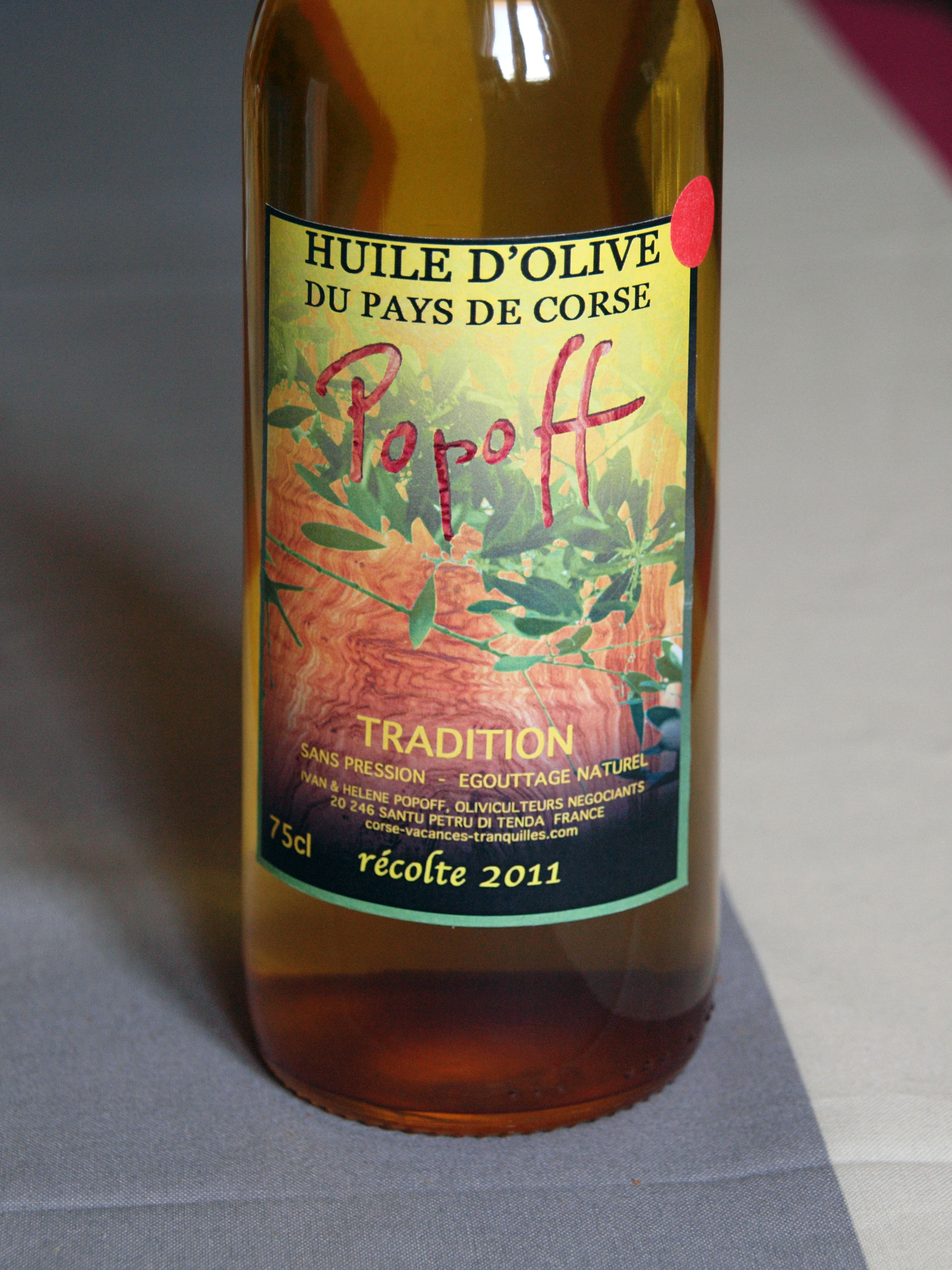
Huile d'olive de la production Popoff.

Le pastoralisme et la viticulture, sont les principales activités agricoles procurant des ressources aux habitants de la commune. L'élevage des caprins et des ovins demeure l'essentiel de la petite économie. Par ailleurs, avec deux domaines viticoles à Casta, Santo-Pietro-di-Tenda se trouve sur la Strada Vinaghjola, la route des Vins touristique.
L'olivier est une culture ancestrale. La petite production d'huile d'olive de qualité est vendue localement ou sur les champs de foire régionaux.
Le tourisme est un secteur qui tend à se développer car la commune ne manque pas d'attraits : plages remarquables, sentiers de randonnées, paysages variés, etc. Ainsi Saleccia est doté de commerces (restaurant, bungalows, camping), des commerces d'hôtellerie et de restauration ont vu le jour à Casta.
Le pagliaghju (ou pailler). C'est une ancienne construction en pierres sèches autrefois utilisée pour abriter les hommes et leurs récoltes. Ils sont très nombreux dans les Agriates. Une demi-douzaine de ces paillers dominant la plage du Guignu, ont été restaurés à Alga Putrica. Ils sont situés sur le Sentier des Douaniers et sont loués à la saison. Le camping à la ferme se développe également, comme à Casta.

### Viticulture

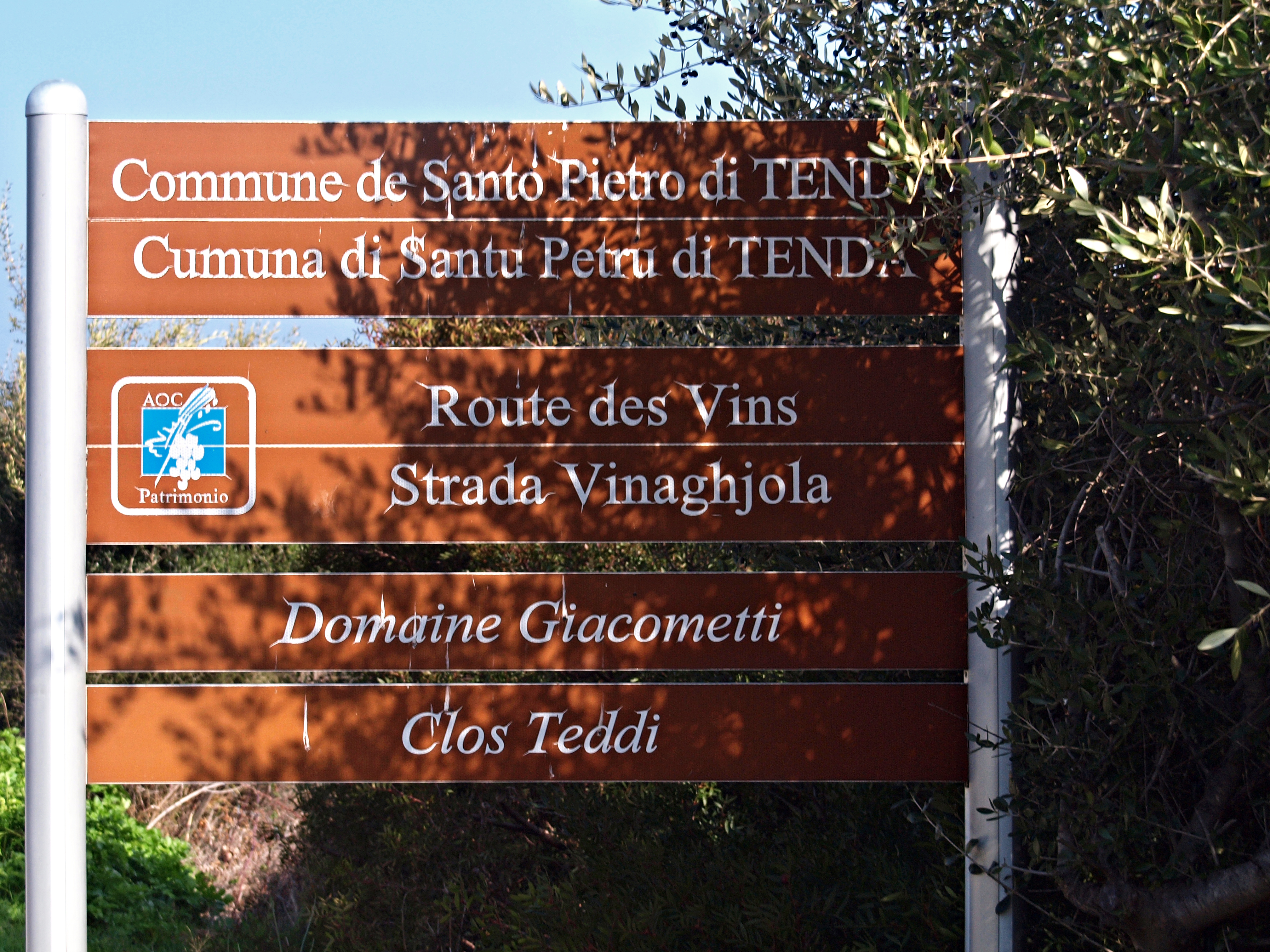
Route des Vins à Casta.

Santo-Pietro-di-Tenda se trouve dans la zone des vins d'appellation contrôlée Patrimonio (AOC). Deux domaines (domaine Giacometti et clos Teddi) sont exploités dans le désert des Agriates. Ils apparaissent sur la signalétique de la route des vins (Strada vinaghjola) présente en bordure de la route D 81 aux entrées du village de Casta.

## Population et société

### Démographie
L'évolution du nombre d'habitants est connue à travers les recensements de la population effectués dans la commune depuis 1800. Pour les communes de moins de 10 000 habitants, une enquête de recensement portant sur toute la population est réalisée tous les cinq ans, les populations de référence des années intermédiaires étant quant à elles estimées par interpolation ou extrapolation. Pour la commune, le premier recensement exhaustif entrant dans le cadre du nouveau dispositif a été réalisé en 2005.

En 2022, la commune comptait 339 habitants, en évolution de −5,83 % par rapport à 2016 (Haute-Corse : +5,15 %, France hors Mayotte : +2,11 %).
| 1800 | 1806 | 1821 | 1831 | 1836  | 1841  | 1846  | 1851  | 1856  |
| ---- | ---- | ---- | ---- | ----- | ----- | ----- | ----- | ----- |
| 822  | 833  | 968  | 900  | 1 010 | 1 058 | 1 137 | 1 154 | 1 220 |

| 1861  | 1866  | 1872  | 1876  | 1881  | 1886  | 1891  | 1896  | 1901  |
| ----- | ----- | ----- | ----- | ----- | ----- | ----- | ----- | ----- |
| 1 257 | 1 230 | 1 079 | 1 087 | 1 196 | 1 171 | 1 131 | 1 211 | 1 080 |

| 1906  | 1911  | 1921  | 1926  | 1931  | 1936  | 1946 | 1954 | 1962 |
| ----- | ----- | ----- | ----- | ----- | ----- | ---- | ---- | ---- |
| 1 113 | 1 121 | 1 235 | 1 080 | 1 090 | 1 026 | 774  | 829  | 557  |

| 1968 | 1975 | 1982 | 1990 | 1999 | 2005 | 2006 | 2010 | 2015 |
| ---- | ---- | ---- | ---- | ---- | ---- | ---- | ---- | ---- |
| 540  | 316  | 286  | 291  | 332  | 335  | 333  | 355  | 356  |

| 2020 | 2022 | - | - | - | - | - | - | - |
| ---- | ---- | - | - | - | - | - | - | - |
| 338  | 339  | - | - | - | - | - | - | - |

Santo-Pietro-di-Tenda a compté jusqu'à 1 257 habitants en 1891. Au début du XXe siècle, Santo-Pietro-di-Tenda comptait une population d'environ 1 800 habitants. Ce siècle a été marqué par l'exode de nombreux habitants. Très peu en sont revenus.

### Enseignement
Une école primaire publique est ouverte à Santo-Pietro-di-Tenda. Le collège le plus proche se situe à Biguglia (28 km), le collège d'enseignement secondaire est à Montesoro / Bastia (33 km).

### Santé
Le plus proche hôpital est le centre hospitalier général de Bastia, distant de 35 km. Des médecins se trouvent à Saint-Florent (16 km), où se trouvent une pharmacie, un cabinet de kinésithérapie, des infirmiers et un podologue.

### Cultes

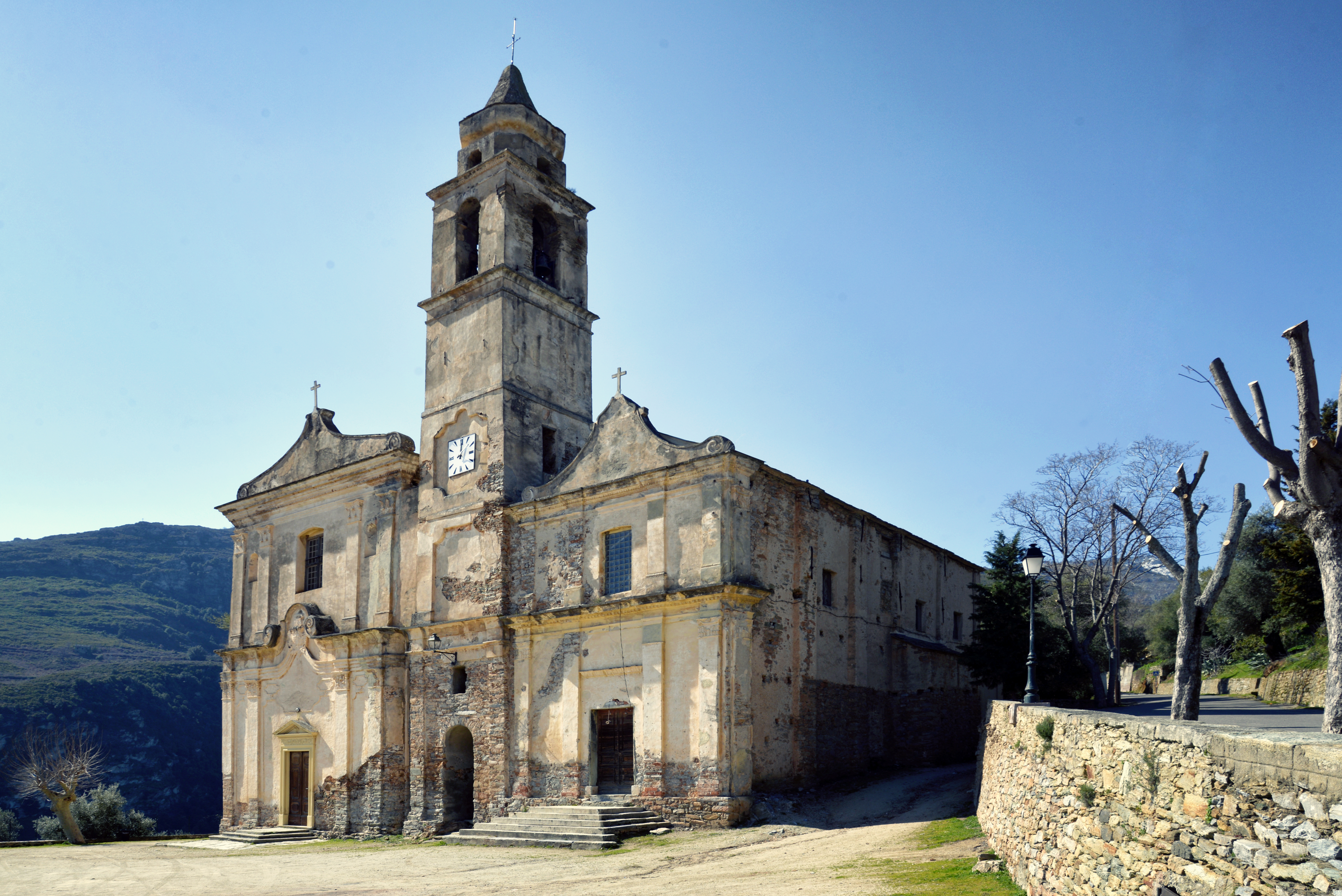
Église San Giovanni.

La paroisse (Église San Giovanni) relève du diocèse d'Ajaccio.

### Sports

#### Randonnées
- Sentier des Douaniers, entre mer et maquis, le long du littoral des Agriates.
- Sentier de Santo-Pietro-di-Tenda à San-Gavino-di-Tenda. Il est possible de franchir la barrière montagneuse du Monte Astu pour rejoindre Lama.

## Culture locale et patrimoine

### Lieux et monuments
- Monument aux morts, situé sur le parvis de église San Giovanni Evangelista. Comme toutes les autres communes de Corse, Santo-Pietro-di-Tenda a perdu beaucoup de ses enfants durant les guerres mondiales.
- Moulin de Salti, construit en bordure du ruisseau de Salti, à environ deux kilomètres au nord du village. Il est devenu un lieu d'habitation.

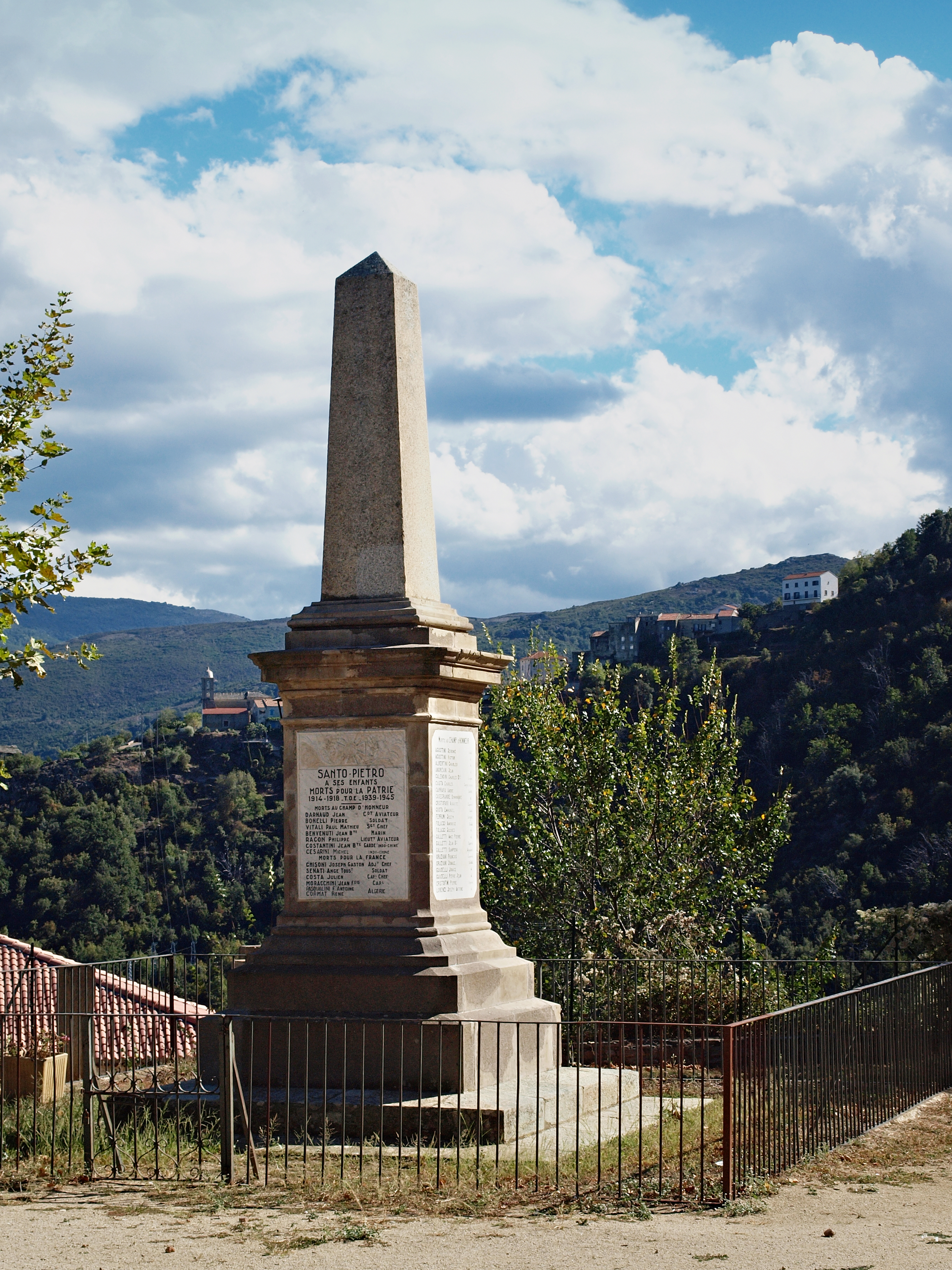
Monument aux morts.
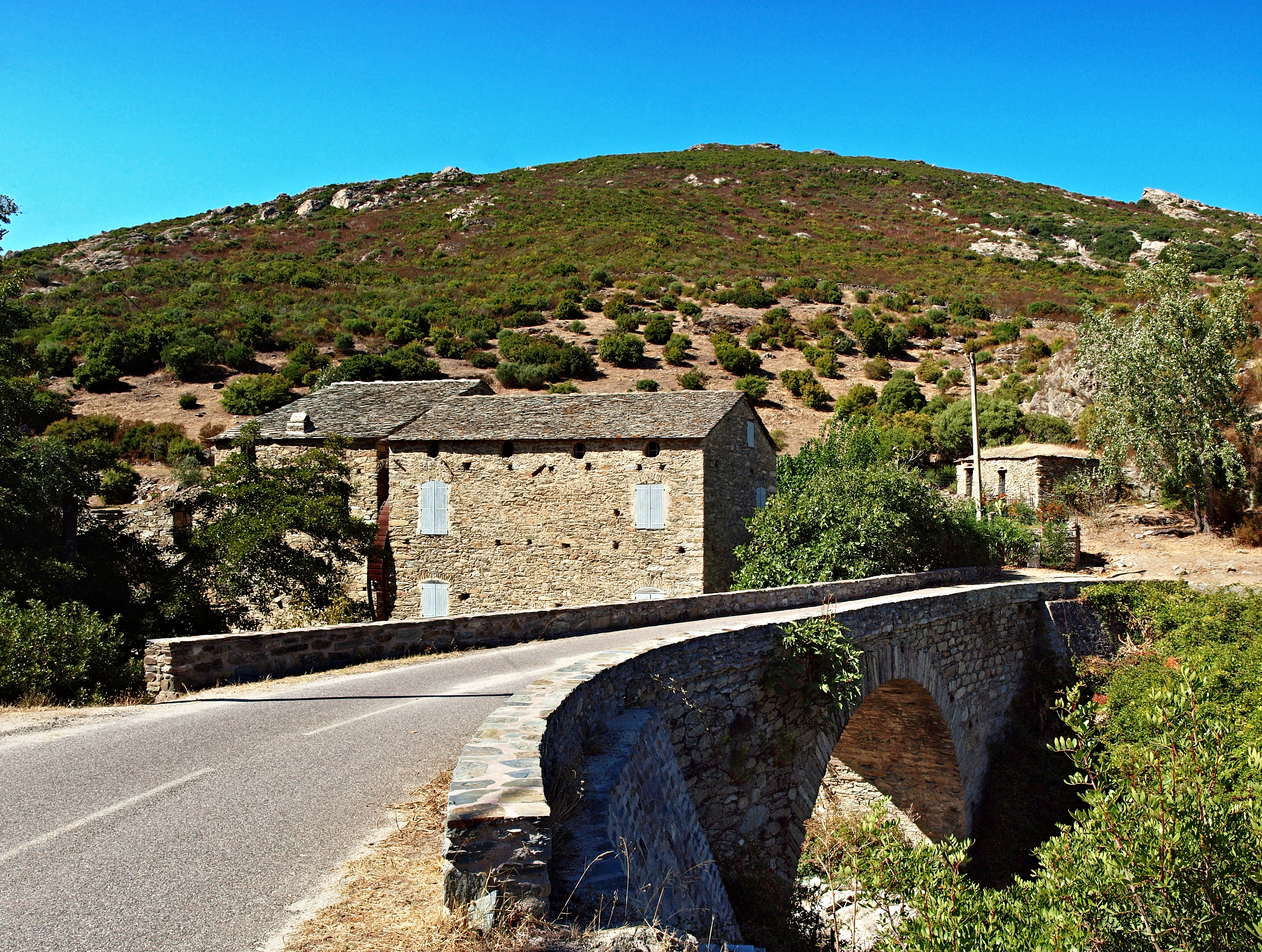
Moulin de Salti et pont sur la D 62.
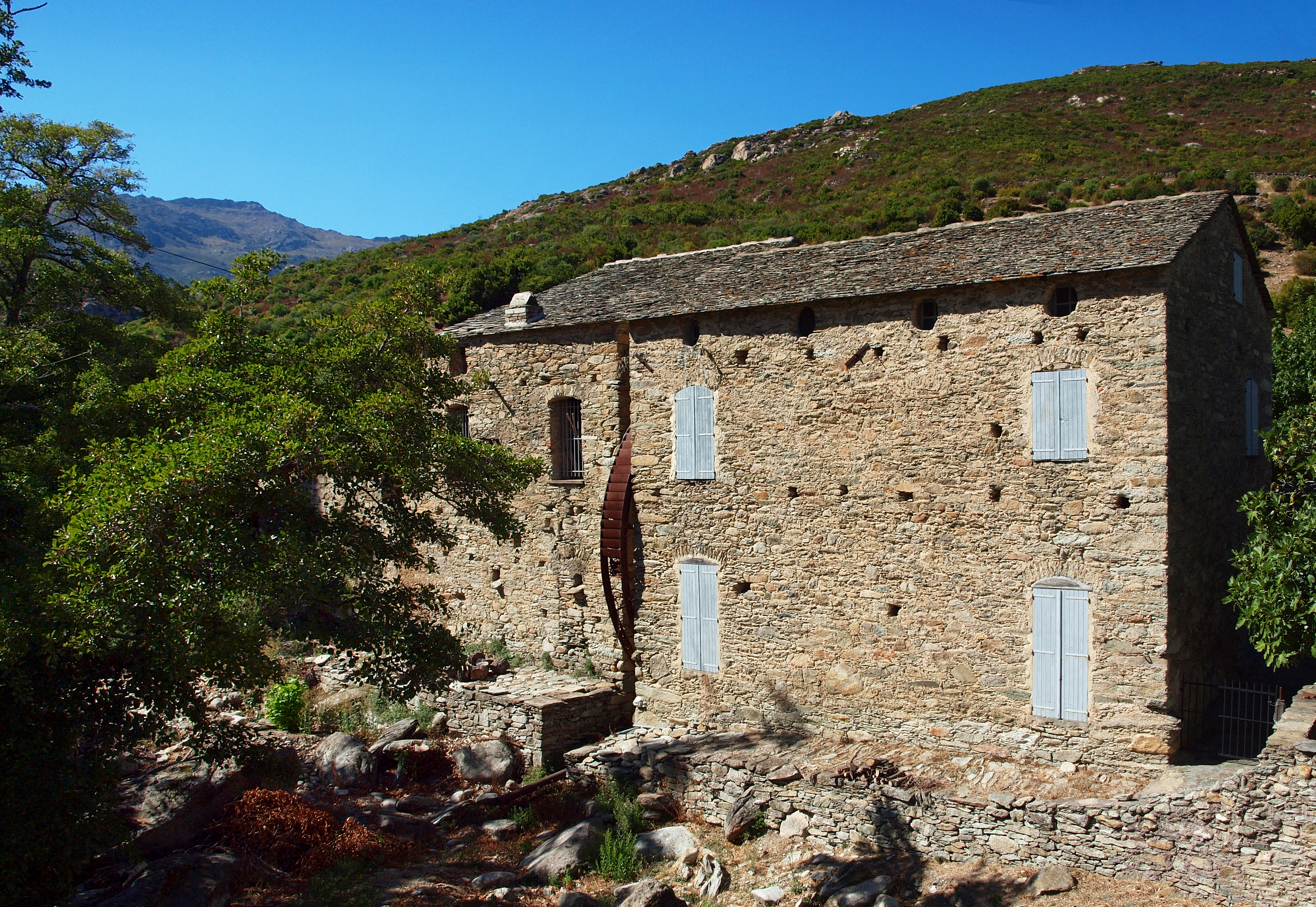
Moulin de Salti.
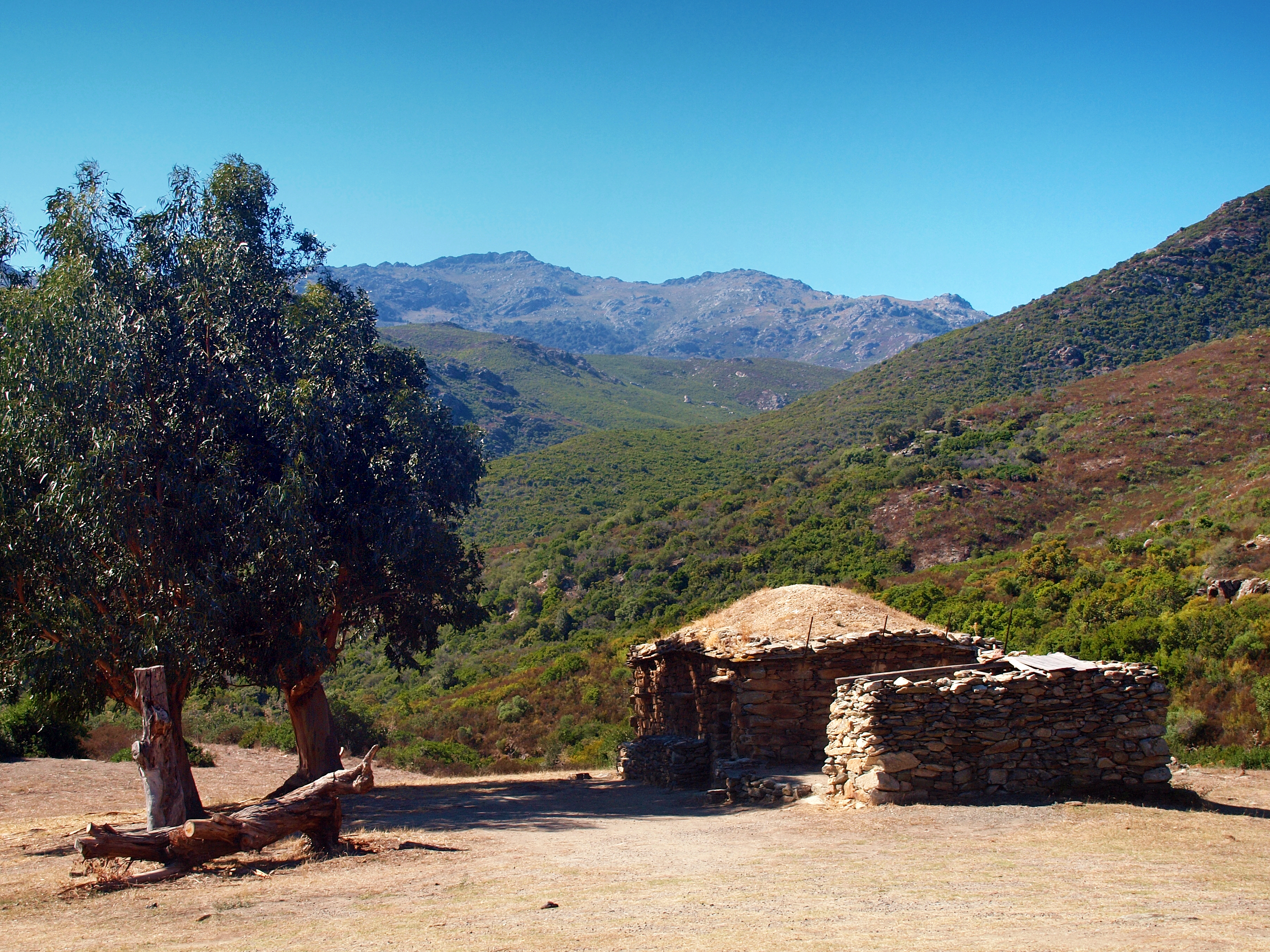
Pagliaghju à Porraghja, au nord du village.

#### Site préhistorique
Sites d'habitats préhistoriques et mégalithes du Monte Revincu : la présence d'un dolmen dans le champ de tir de Casta est signalée sur des cartes. Des fouilles ont été autorisées ces dernières années sur le site du Monte Revincu et sur le plateau de Cauria à Sartène par le préfet de Corse.

##### Dolmen du Mont-Rivincu
Le dolmen du Monte-Revinco date du Néolithique. Il se situe au sud-ouest du Monte Revincu (356 m), à près d'un kilomètre du sommet, en plein milieu du terrain militaire de Casta-Nord, un champ de tir. Il est protégé, classé monument historique par liste de 1889.
Trois images d'avant 1905 du photographe A. de Mortillet sont dans la base Mémoire du ministère de la Culture,,.

#### Église Saint-Jean et chapelle des Pénitents de la Sainte-Croix

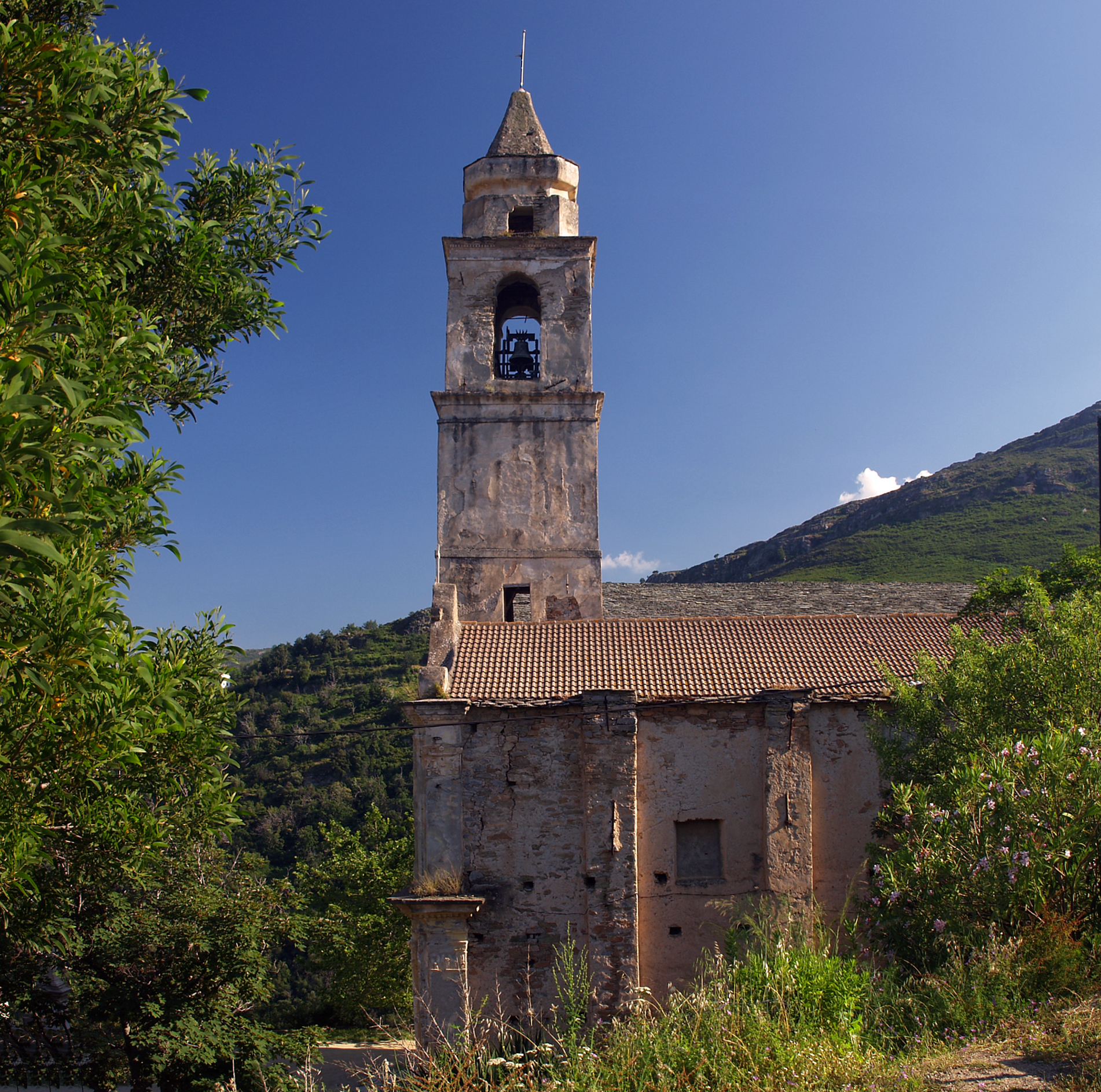
L'ensemble baroque.

L'église San Giovanni Evangelista (Saint-Jean-Évangéliste) du XVIe siècle. Elle est l'église paroissiale. L'Oratoire Santa Croce (Sainte-Croix) était l'église de la confrérie Sainte-Croix dissoute au début du XXe siècle.
L'ensemble baroque église San Giovanni Evangelista et chapelle de confrérie Santa Croce à Santo-Pietro-di-Tenda sont inscrits à l'inventaire des monuments historiques le 2 août 1990. Ils sont en cours de restauration.

#### Couvent Saint-Joseph
L'ancien couvent San Giuseppe est un ensemble comprenant une église d'architecture romane de la fin du XIIe siècle et le couvent fondé en 1630. Il a longtemps abrité des moines capucins. Il est situé au cœur d'un domaine agricole d'oliviers centenaires, à l'écart du village. Ses ruines ont été rachetées en 1970 par un particulier. L'édifice a été depuis restauré et est devenu un remarquable gîte rural.
Chapelle et cloître sont des XIIe siècle et XVIIe siècle, les bâtiments conventuels de la première moitié du XVIIe siècle. Selon les dires du maître des lieux, la chapelle est la seule en Corse à avoir été construite en cipolin, un marbre très dur.
Bâtiment conventuel, église, jardin, chapelle, cloître, galerie, élévation, toiture et sol sont protégés, inscrits par arrêté du 7 septembre 1977 et classés par arrêté du 21 juillet 1989 Monuments historiques

#### Autres édifices religieux
- Ancien couvent San Pietro, situé à moins d'un kilomètre à vol d'oiseau du précédent, à l'opposé de la route D 62, tous deux au NE du village.
- Chapelle Saint-Pancrace à Casta, en bordure de la route D 81.
- Chapelle San Bastianu à Piana, en bordure du CC (chemin vicinal ordinaire no 5 du Castagno à Piana[29]). C'est un édifice roman de plan simple, remanié avec l'ajout d'une abside en cul-de-four et d'un clocheton au-dessus et à gauche de la façade principale. La couverture est faite de lauze locale ; les murs en pierres apparentes, non taillées, présentent de nombreux trous de boulins.

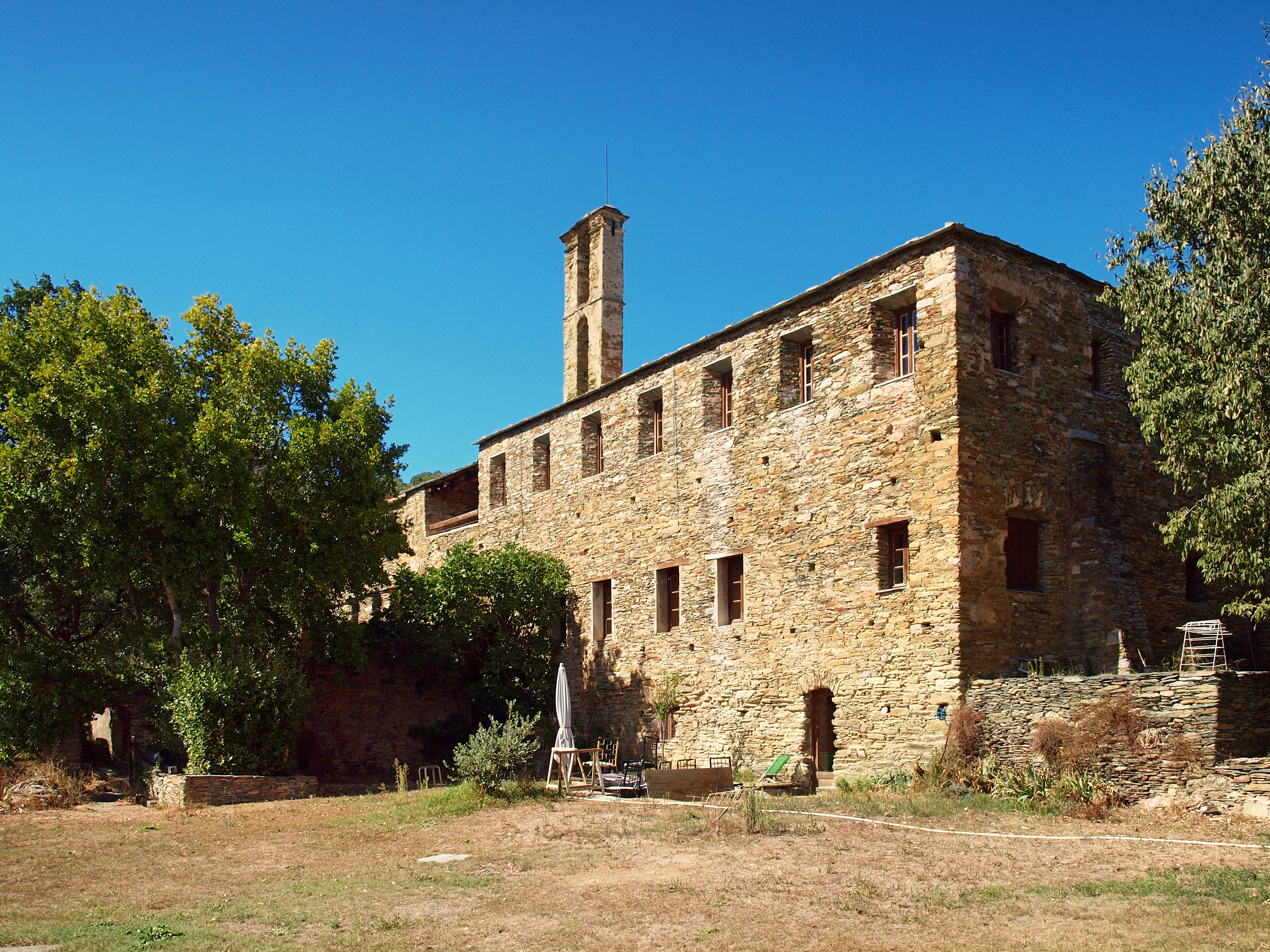
Vue du couvent depuis les jardins.
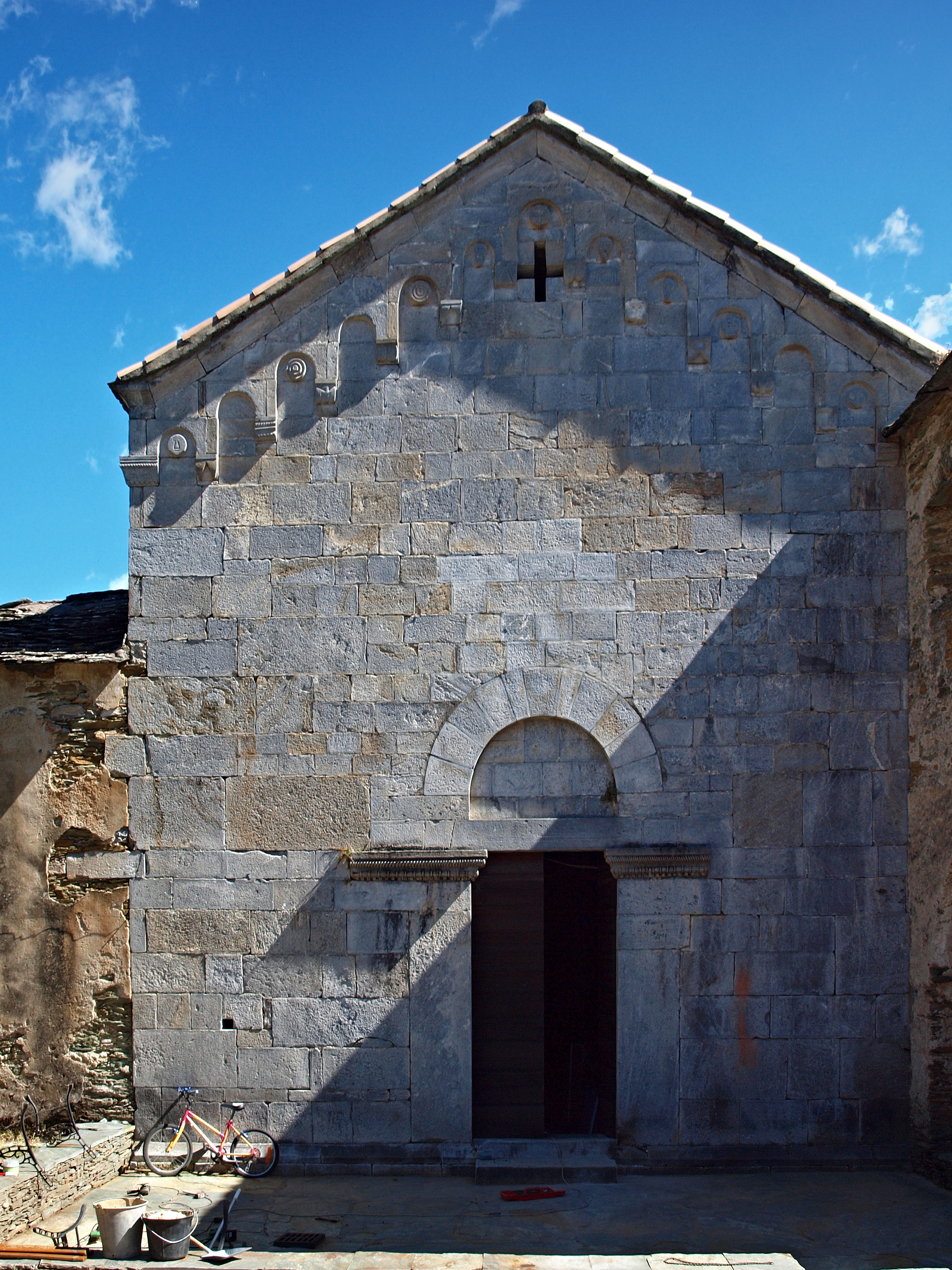
Façade de l'église conventuelle.
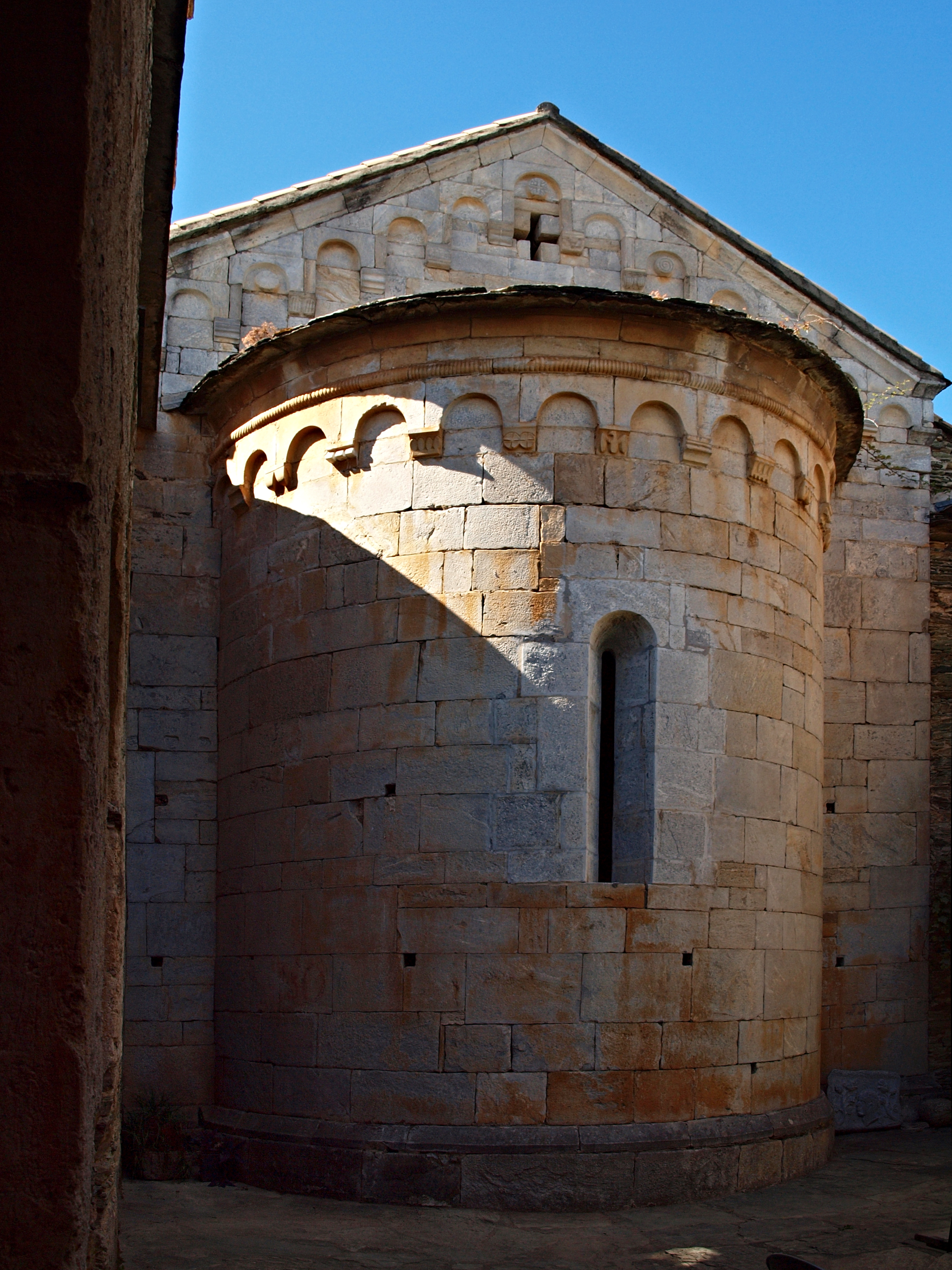
Chevet de l'église.
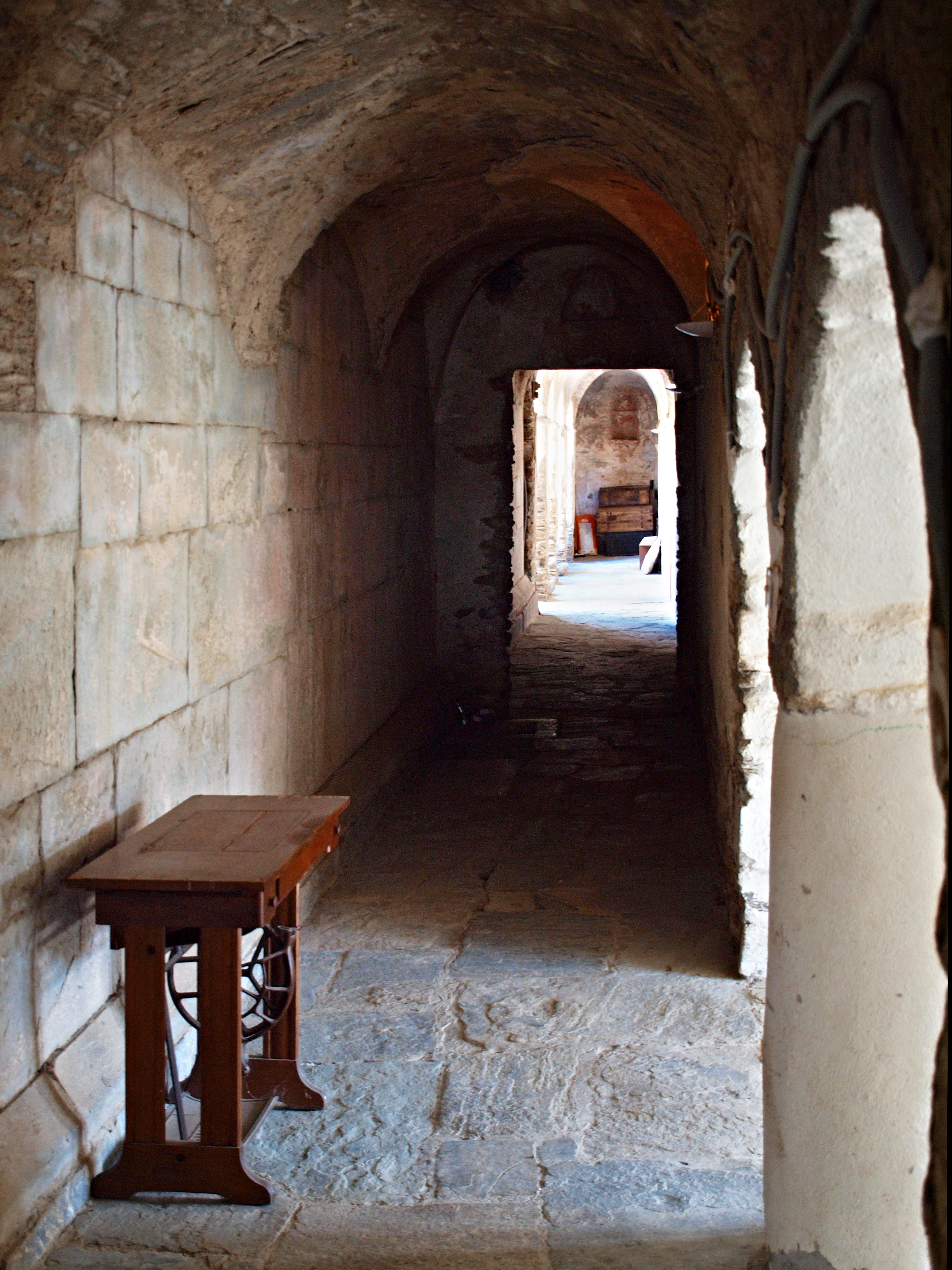
Le cloître.
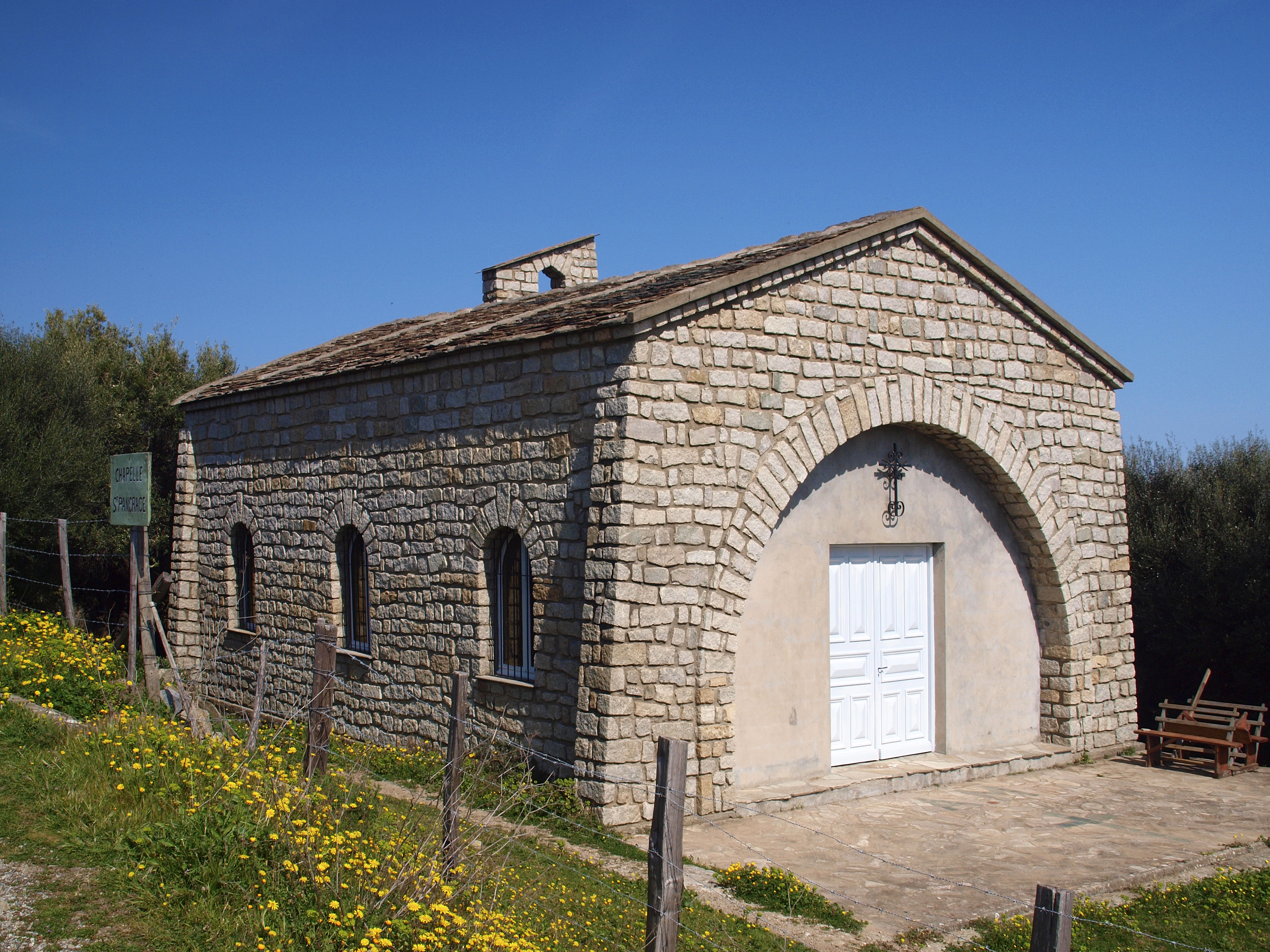
Chapelle Saint-Pancrace.
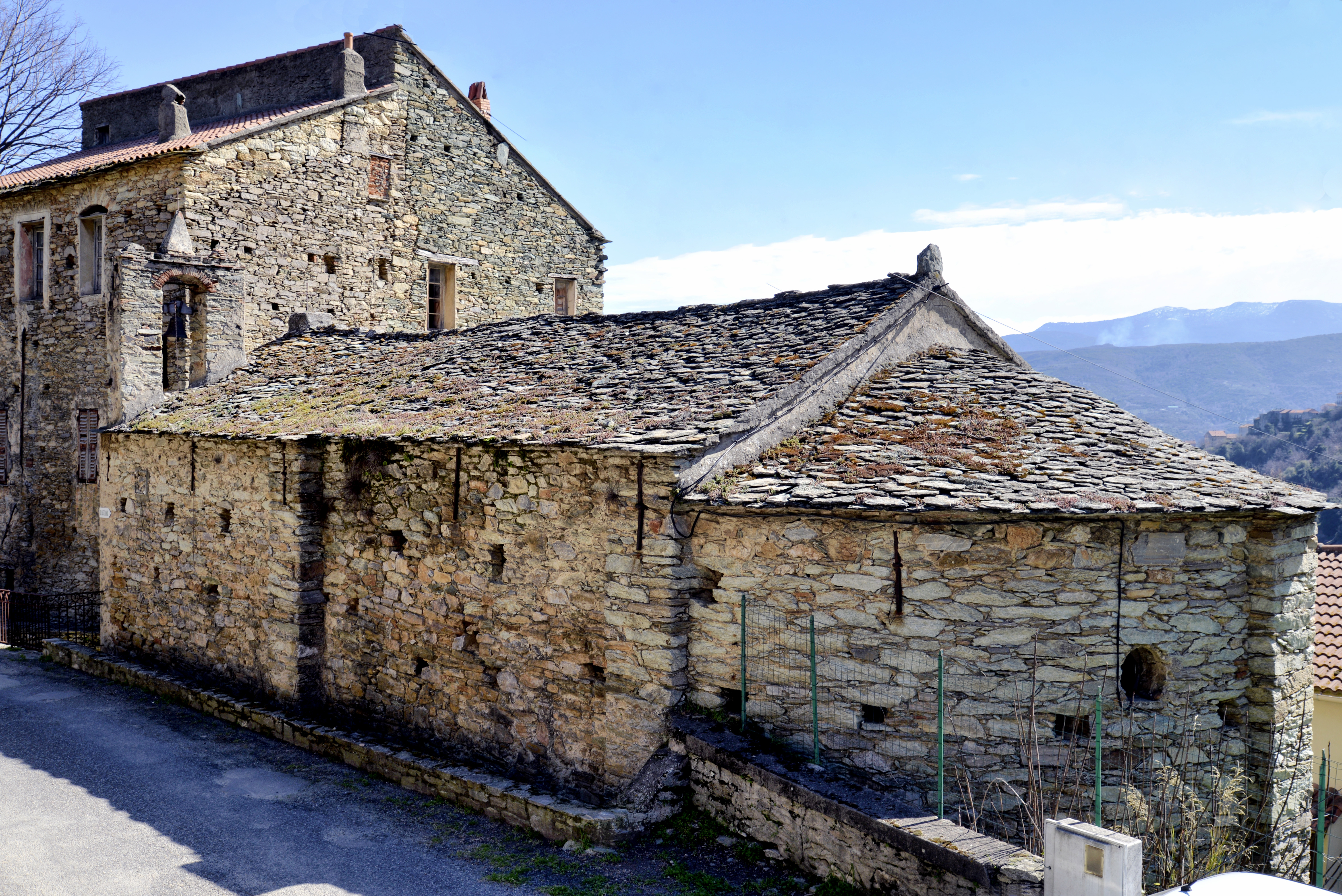
Chapelle San Bastianu.

### Patrimoine naturel

#### ZNIEFF
La commune est concernée par trois ZNIEFF :
Bois de pins d'Alep de Punta di Curza
Cette zone naturelle d'intérêt écologique, faunistique et floristique de 2e génération couvrant 150 ha, est située sur le littoral des Agriates. Elle est composée de dunes à genévrier et de dunes boisées de pins (Saleccia) hautes de 4 à 5 mètres, d'un matorral (formation végétale méditerranéenne moins épaisse que le maquis) arborescent à olivier sauvage et d'un maquis bas à cistes. Elle porte l'appellation ZNIEFF940004072 - Bois de pins d'Alep de Punta di Curza.
Chênaie noire de la Vallée Noire
Cette ZNIEFF de 2e génération d'une superficie de 360 ha, s'étale sur Santo-Pietro-di-Tenda et sur San-Gavino-di-Tenda, à l'ouest du village de Santo-Pietro-di-Tenda. Elle est composée de quatre ensembles boisés s'étendant sur les versants nord de la chaîne du Tenda, au pied de la Cima a Muzelli. Elle porte l'appellation ZNIEFF940004199 - Chênaie noire de la Vallée Noire.
Embouchures du Fium'Santo et du Valdolese
La zone concerne les embouchures de deux petits fleuves à faible débit, serpentant entre deux massifs rocheux et formant de petits plans d'eau en arrière des plages littorales. Le milieu aquatique offre une richesse biologique de plus en plus rare dans ce type de zone humide de petite étendue.

### Personnalités liées à la commune
- Jean-Pierre Lucciardi, né à Santu-Petru-di-Tenda en 1862 - mort à Paris en 1928. Poète et dramaturge de langue corse, il est l'un des principaux auteurs de la littérature corse du premier quart du XXe siècle. Ses œuvres majeures sont A vindetta di Lilla, I galli rivali, U martiriu di Santa Divota, Maria Gentile, dramu storicu. Pseudonymes : U Muntagnolu, U Paisanu, J.P. de Campiendi.
- Anton Bastianu Lucciardi (Santu-Petru-di-Tenda 1771-1860). Poète humoristique de langues italienne et corse.
- Monseigneur Dominique Lucciardi, né en 1828, à Santu Petru Di Tenda, ancien secrétaire de nonciature à Munich, Paris, Bruxelles.
- Jean-Pierre Mattei, écrivain, poète et chanteur natif de la commune.
- Pierre Vitali (1921-1985), peintre et sculpteur, est originaire de la commune.
- Le village de Santu Petru di Tenda est le berceau de la famille Casta, descendante des Capurali de Casta dont l'origine remonte au XIVe siècle, avec comme ancêtre commun, un dénommé Deodato da Casta, cité à plusieurs reprises dans la chronique médiévale de l'historien corse Giovanni della Grossa (1388-1464).